# Bury (Oise)
Pour les articles homonymes, voir Bury.
Bury est une commune française située dans le département de l'Oise en région Hauts-de-France.
Ses habitants sont appelés les Burysiens et les Burysiennes.

## Géographie

### Description

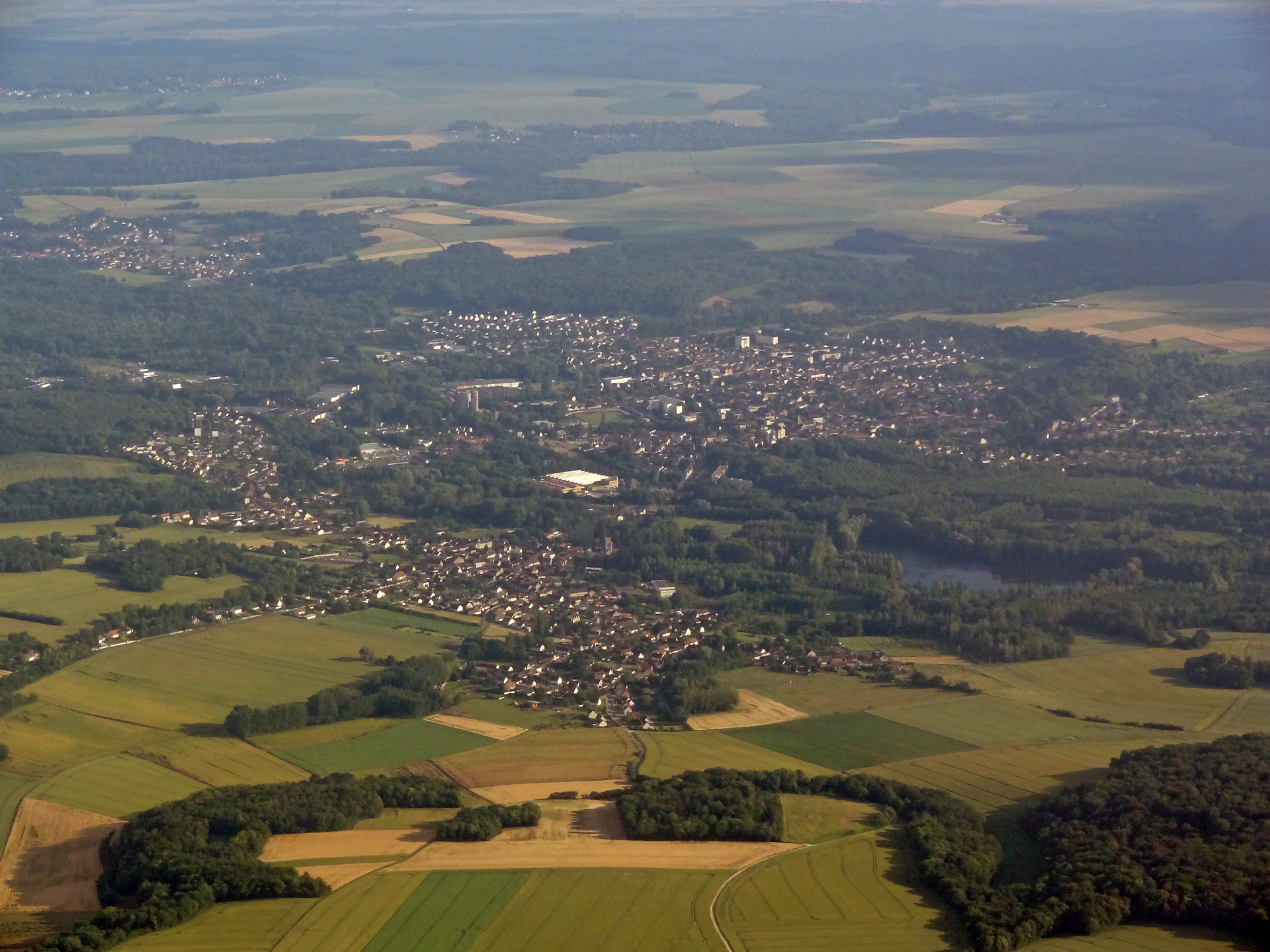
Vue aérienne de Mouy, Bury et Angy en 2014.

Bury est un bourg picard de la vallée du Thérain, situé à 65 kilomètres au sud d'Amiens, à 23 kilomètres à l'est de Beauvais, à 37 kilomètres à l'ouest de Compiègne et à 50 kilomètres au nord de Paris.
Elle est traversée par le méridien de Paris, matérialisé par la méridienne verte.
Le territoire communal s'étend sur 1 705 hectares. Au début du XIXe siècle, il était décrit comme « compris. dans le plateau à l'est du Thérain, est sillonné par plusieurs vallons qui
descendent à t l'ouest vers cette rivière. Le Thérain forme -constarment la limite depuis Angy jusqu'à Mello »

### Communes limitrophes
| Angy                | Ansacq                |                        |
| Mouy                | Bury                  | Cambronne-lès-Clermont |
| Balagny-sur-Thérain | Cires-lès-Mello Mello | Rousseloy              |

### Géologie et relief
La commune s'étend entre 33 mètres et 124 mètres au-dessus du niveau de la mer. Le point le plus bas se trouve dans le lit du Thérain, près du hameau de Saint-Claude. Le point culminant du territoire se situe au lieu-dit les Raies Tortues, à l'est de la commune. La mairie se situe à 50 mètres d'altitude.
Situé en partie dans la vallée du Thérain, le territoire se prolonge jusqu'aux coteaux du plateau de Cambronne-lès-Clermont, à l'est (buttes d'Henno, cavée Broquette, côte de Bury et côte du Baudron, au nord, côte du val, près du bourg). Le hameau de Mérard se situe à 57 mètres d'altitude, Lombardie à 56 mètres, Saint-Épin à 39 mètres et Saint-Claude à 42 mètres au-dessus du niveau de la mer.
Sur les collines qui dominent Bury au nord se trouvent d’anciennes carrières dites «carrières de Mérard», autrefois exploitées à ciel ouvert
L'ouest du territoire, donnant sur la vallée du Thérain, se compose de nombreux vallons naissant sur le plateau (vallées de Boisicourt et Monnet au nord, Boulinval, vallée Gauthier et fond du val près du chef-lieu, fond d'enfer près de Saint-Claude).

### Hydrographie
La commune se situe sur la rive gauche du Thérain, un sous-affluent de la Seine prenant sa source à Grumesnil et se jetant dans l'Oise à Saint-Leu-d'Esserent.
Son cours sert de limite communale vers les communes de Mouy et Balagny-sur-Thérain en passant à l'ouest du bourg et au sud hameau de Saint-Claude. Avant de quitter le territoire communal, celui-ci se divise en plusieurs bras.
Plusieurs ruisseaux affluents de ce cours d'eau sont également présents sur la commune : les rus du Moineau et de Boisicourt, le ruisseau de Saint-Claude et le fossé l'Évêque. Le ru de Boisicourt, prenant sa source dans le fond de Berneuil (commune de Cambronne-lès-Clermont), rencontre un autre petit ruisseau lors de son arrivée sur le territoire. Il traverse ensuite un étang et passe à proximité du hameau de Mérard, près d'une petite mare, après la sa confluence dans le rû du Moineau, prenant sa source à Ansacq. Le ruisseau de Saint-Claude, naissant dans le fond d'Enfer, traverse également un étang avant de rejoindre les marais de Saint-Claude.
Le fossé l'Évêque est un bras du Thérain qui s'en sépare à l'ouest de la commune, passe près du chef-lieu et rejoint le cours d'eau initial à Saint-Épin. L'étendue entre le Thérain et le fossé comporte deux petits étangs. Un petit ruisseau intermittent suit la vallée Gauthier et le fond du Val où se trouve en amont quelques bassins.
Il existe deux lavoirs, l'un dans le bourg, l'autre à Saint-Claude ainsi qu'un puits à Mérard.

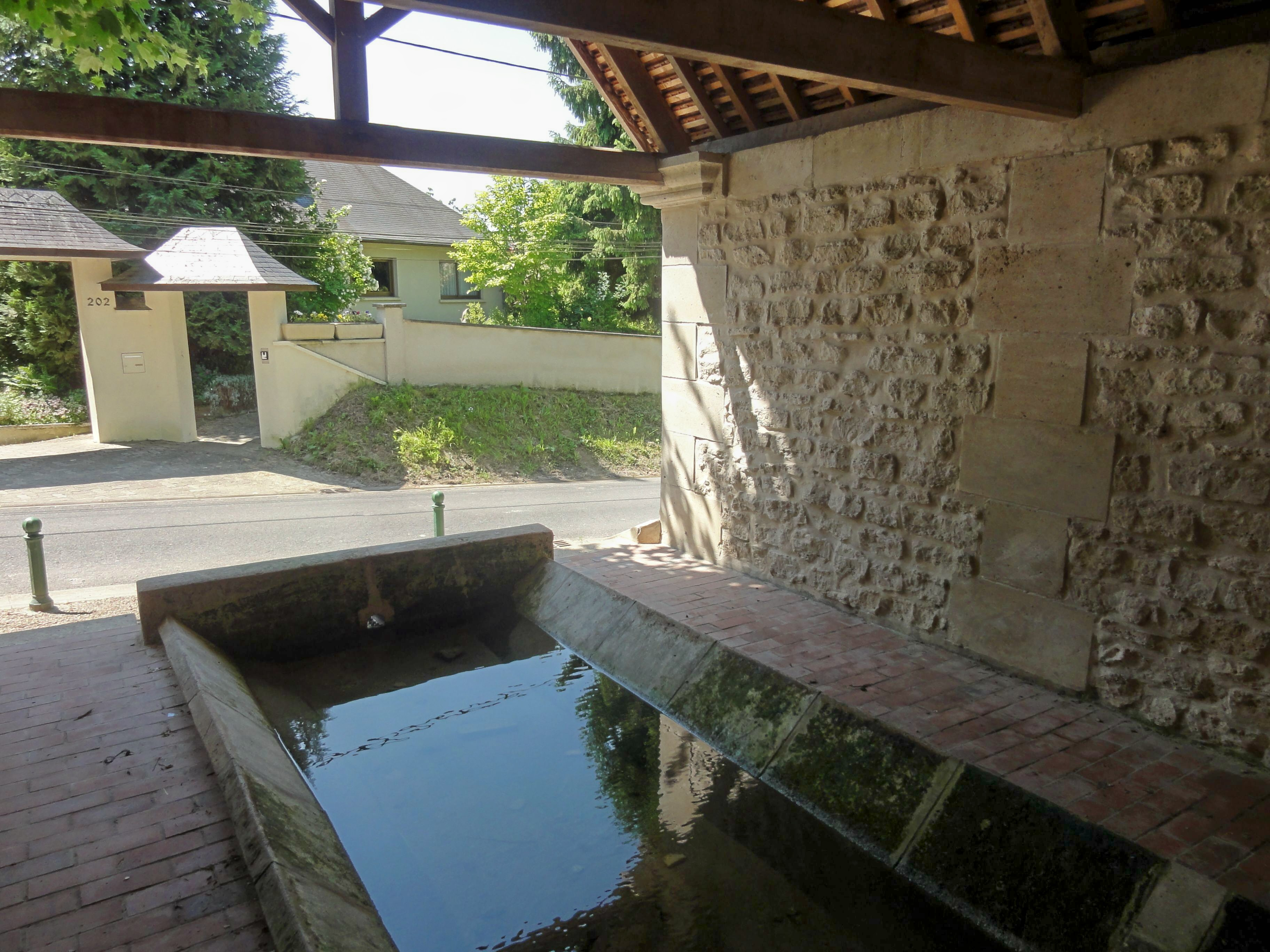
Lavoir de Saint-Claude, rue de la Plaine.
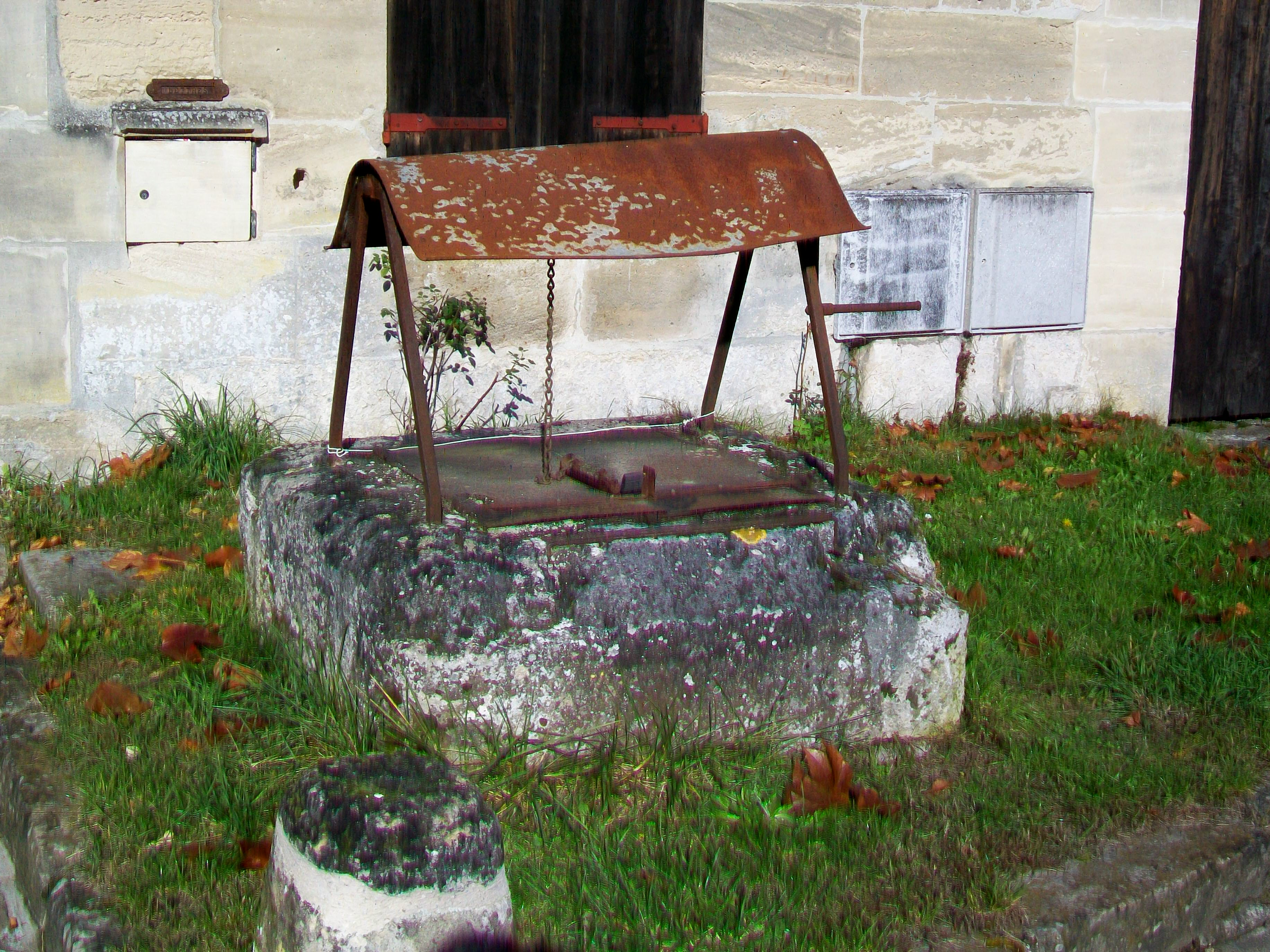
Puits, hameau de Mérard, rue Émiles-Combes.

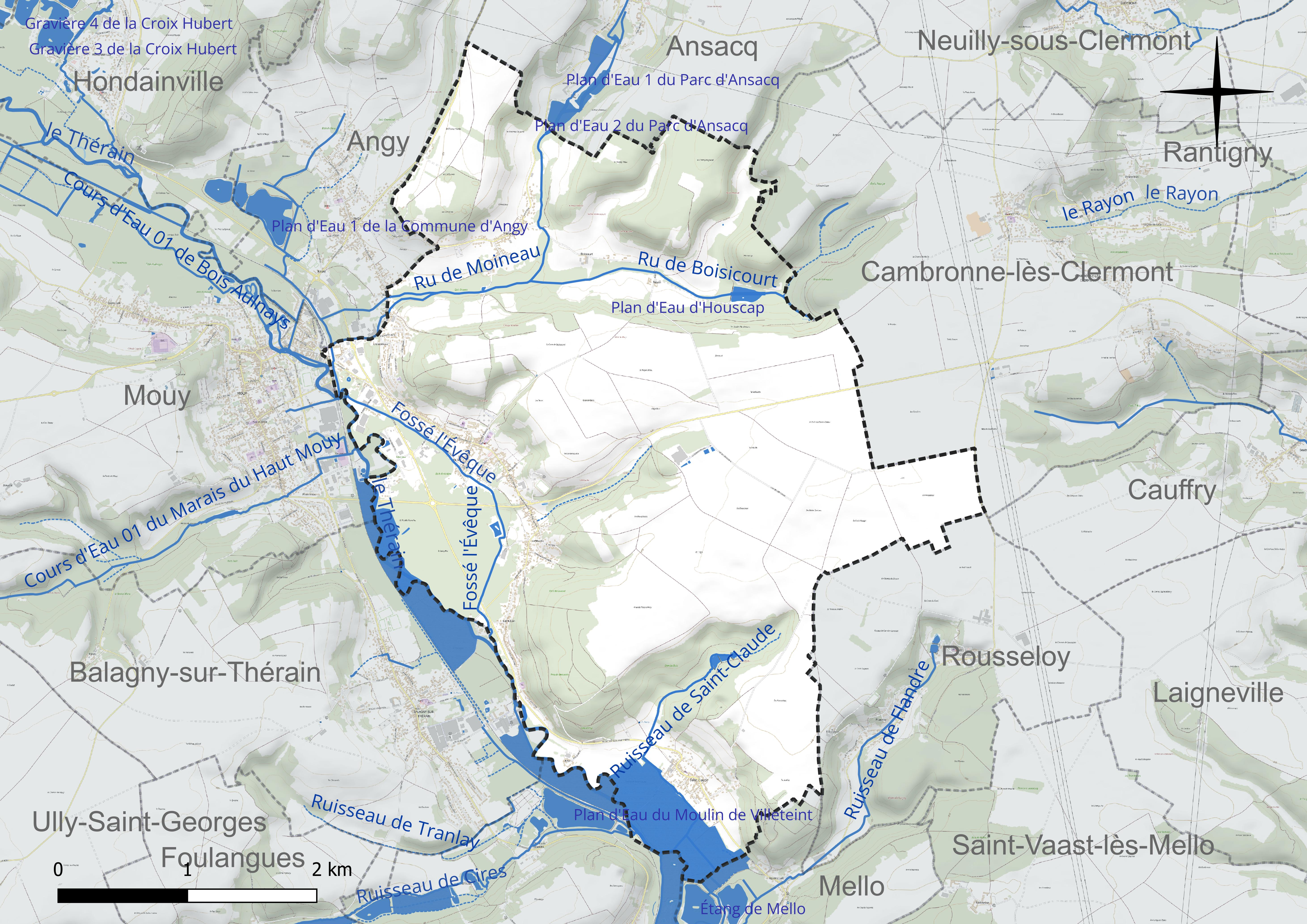
Réseau hydrographique de Bury.

### Climat
Pour des articles plus généraux, voir Climat des Hauts-de-France et Climat de l'Oise.
En 2010, le climat de la commune est de type climat océanique dégradé des plaines du Centre et du Nord, selon une étude du CNRS s'appuyant sur une série de données couvrant la période 1971-2000. En 2020, Météo-France publie une typologie des climats de la France métropolitaine dans laquelle la commune est exposée à un climat océanique et est dans la région climatique Nord-est du bassin Parisien, caractérisée par un ensoleillement médiocre, une pluviométrie moyenne régulièrement répartie au cours de l’année et un hiver froid (3 °C).
Pour la période 1971-2000, la température annuelle moyenne est de 10,6 °C, avec une amplitude thermique annuelle de 14,5 °C. Le cumul annuel moyen de précipitations est de 675 mm, avec 12,1 jours de précipitations en janvier et 8,1 jours en juillet. Pour la période 1991-2020, la température moyenne annuelle observée sur la station météorologique la plus proche, située sur la commune de Creil à 12 km à vol d'oiseau, est de 11,2 °C et le cumul annuel moyen de précipitations est de 662,2 mm,. Pour l'avenir, les paramètres climatiques de la commune estimés pour 2050 selon différents scénarios d'émission de gaz à effet de serre sont consultables sur un site dédié publié par Météo-France en novembre 2022.

### Milieux naturels et biodiversité
Hormis les espaces bâtis, qui s'établissent sur 119 hectares (7 % de la surface communale), le territoire est occupé à 49,8 % par des cultures sur plus de 850 hectares[réf. nécessaire].
Les espaces boisés, principalement étendus sur les coteaux de la vallée du Thérain et des vallons avoisinants (bois du Louard, de Beauvais, d'Arcy, Dernier bois et Travers) représentent plus de 40 % de la superficie sur plus de 685 hectares. Les vergers et prairies se regroupent sur 37 hectares tandis que les zones marécageuses, pour la plupart situées près du Thérain à l'exemple du marais de Saint-Claude représentent près de 4 hectares,. Les coteaux de la vallée de Mérard ainsi que les bois périphériques de la forêt de Hez-Froidmont (la Garenne Ouverte) sont inscrits en Zone naturelle d'intérêt écologique, faunistique et floristique de type 1
,.
Les différents coteaux permettent de constituer un corridor écologique potentiel à travers la commune.

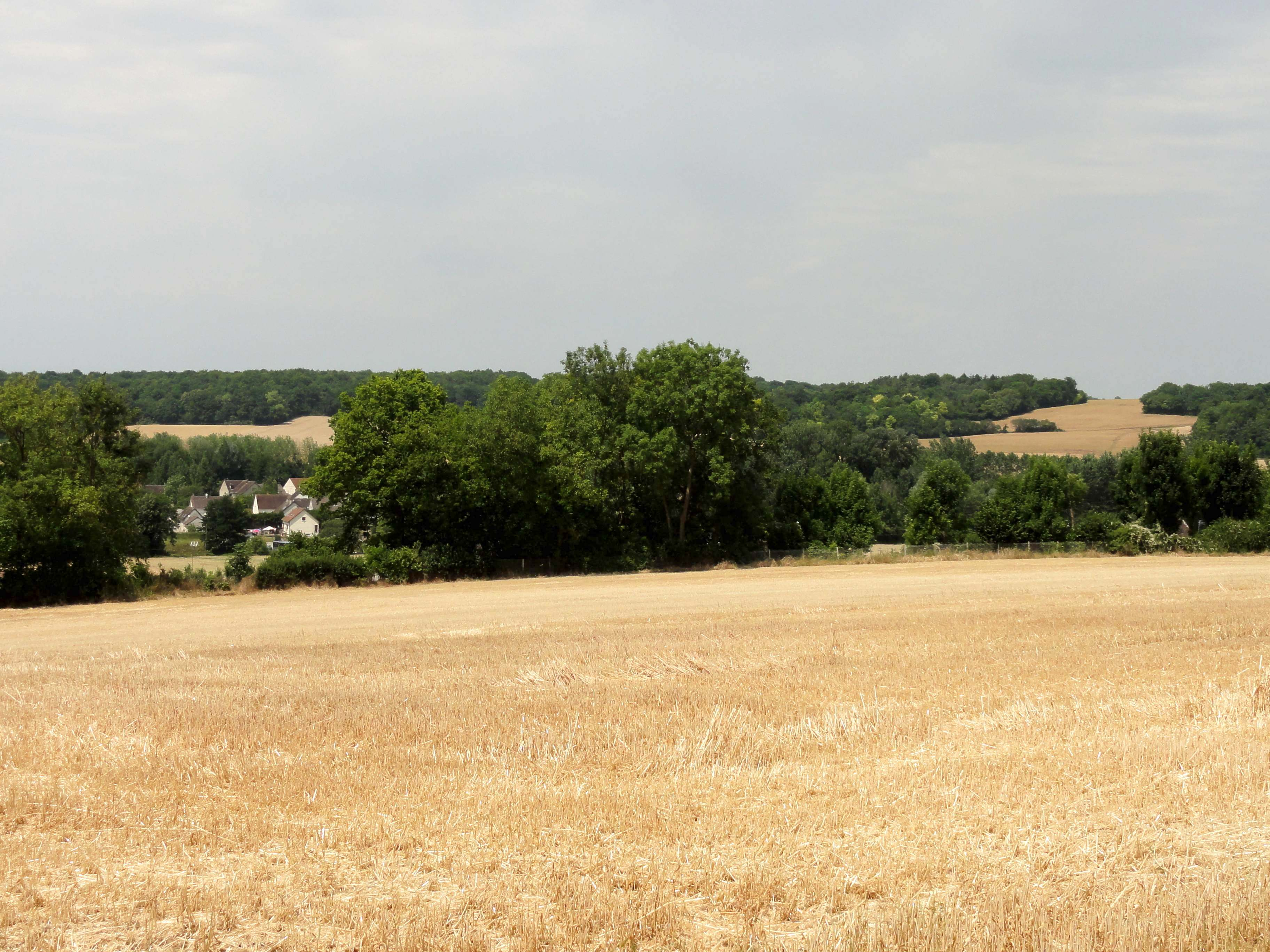
Le chemin des Carrières.
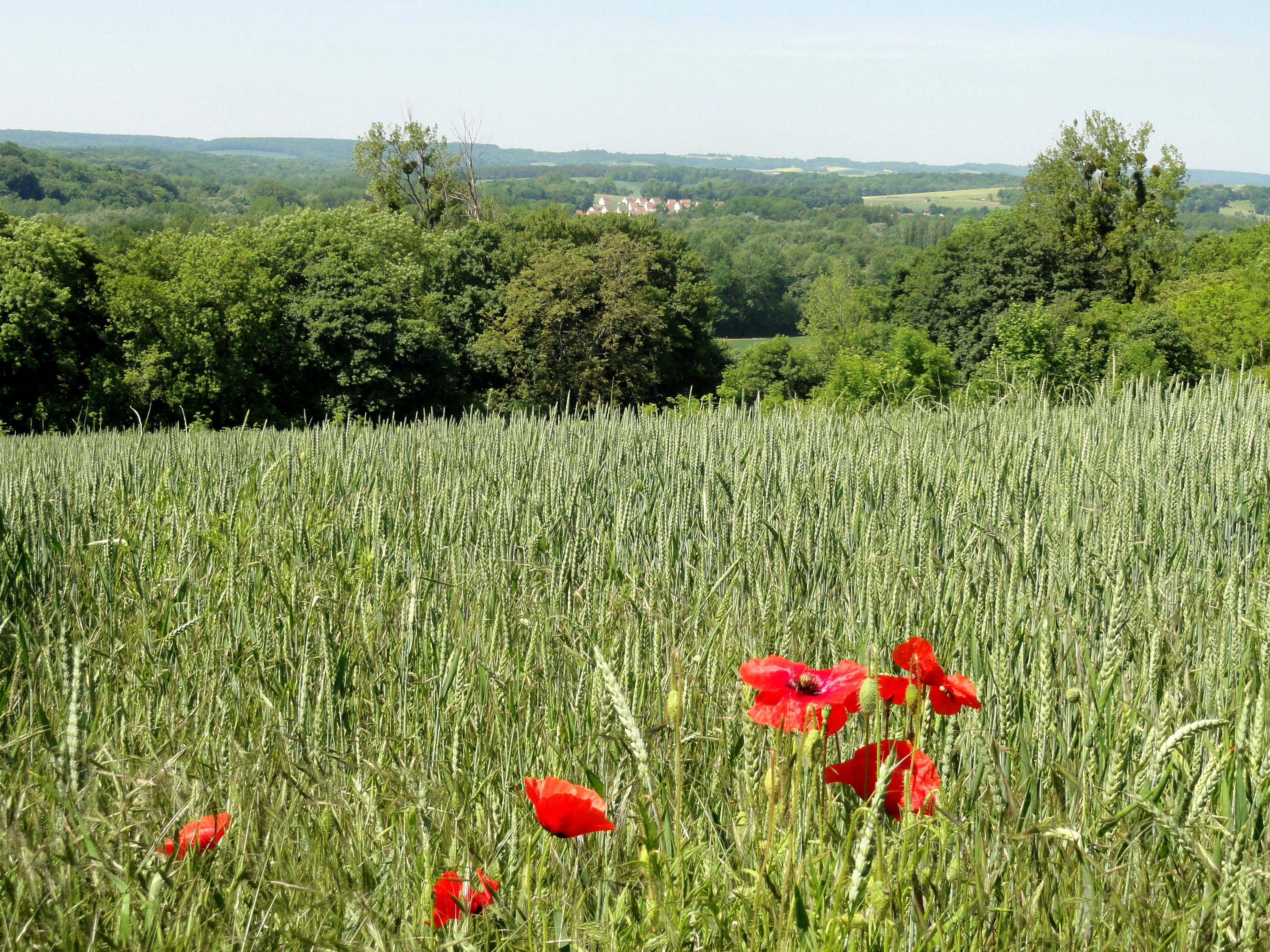
Le chemin des Vaches.

## Urbanisme

### Typologie
Au 1er janvier 2024, Bury est catégorisée petite ville, selon la nouvelle grille communale de densité à sept niveaux définie par l'Insee en 2022.
Elle appartient à l'unité urbaine de Mouy, une agglomération intra-départementale regroupant quatre  communes, dont elle est ville-centre,,. Par ailleurs la commune fait partie de l'aire d'attraction de Paris, dont elle est une commune de la couronne,.

### Occupation des sols
L'occupation des sols de la commune, telle qu'elle ressort de la base de données européenne d’occupation biophysique des sols Corine Land Cover (CLC), est marquée par l'importance des territoires agricoles (55 % en 2018), une proportion sensiblement équivalente à celle de 1990 (54,7 %). La répartition détaillée en 2018 est la suivante : 
terres arables (48,3 %), forêts (36,2 %), zones agricoles hétérogènes (6 %), zones urbanisées (4,1 %), zones industrielles ou commerciales et réseaux de communication (3 %), milieux à végétation arbustive et/ou herbacée (1,7 %), prairies (0,7 %). L'évolution de l’occupation des sols de la commune et de ses infrastructures peut être observée sur les différentes représentations cartographiques du territoire : la carte de Cassini (XVIIIe siècle), la carte d'état-major (1820-1866) et les cartes ou photos aériennes de l'IGN pour la période actuelle (1950 à aujourd'hui).

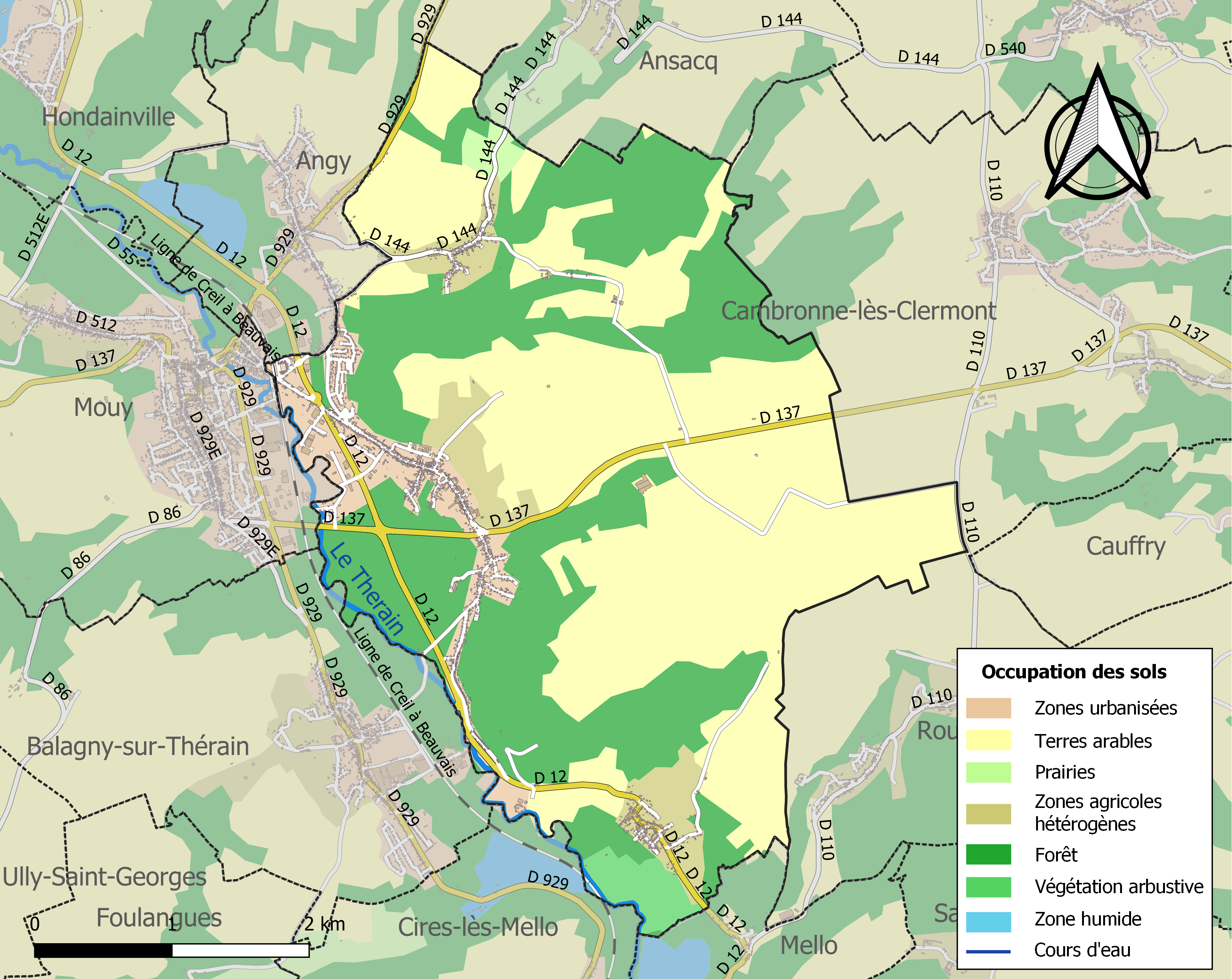
Carte des infrastructures et de l'occupation des sols de la commune en 2018 (CLC).

### Lieux-dits, hameaux et écarts
L'habitat est réparti en plusieurs hameaux en complément du chef-lieu : Mérard au nord, Moineau au nord-ouest, Saint-Claude au sud-est, ainsi que les quartiers de Saint-Epin, Herminie et Moineaux. On compte plusieurs écarts et lieux-dits constitués par des fermes : Boisicourt et Brivois au nord ainsi qu'Arcy au sud.

Le hameau de Mérard
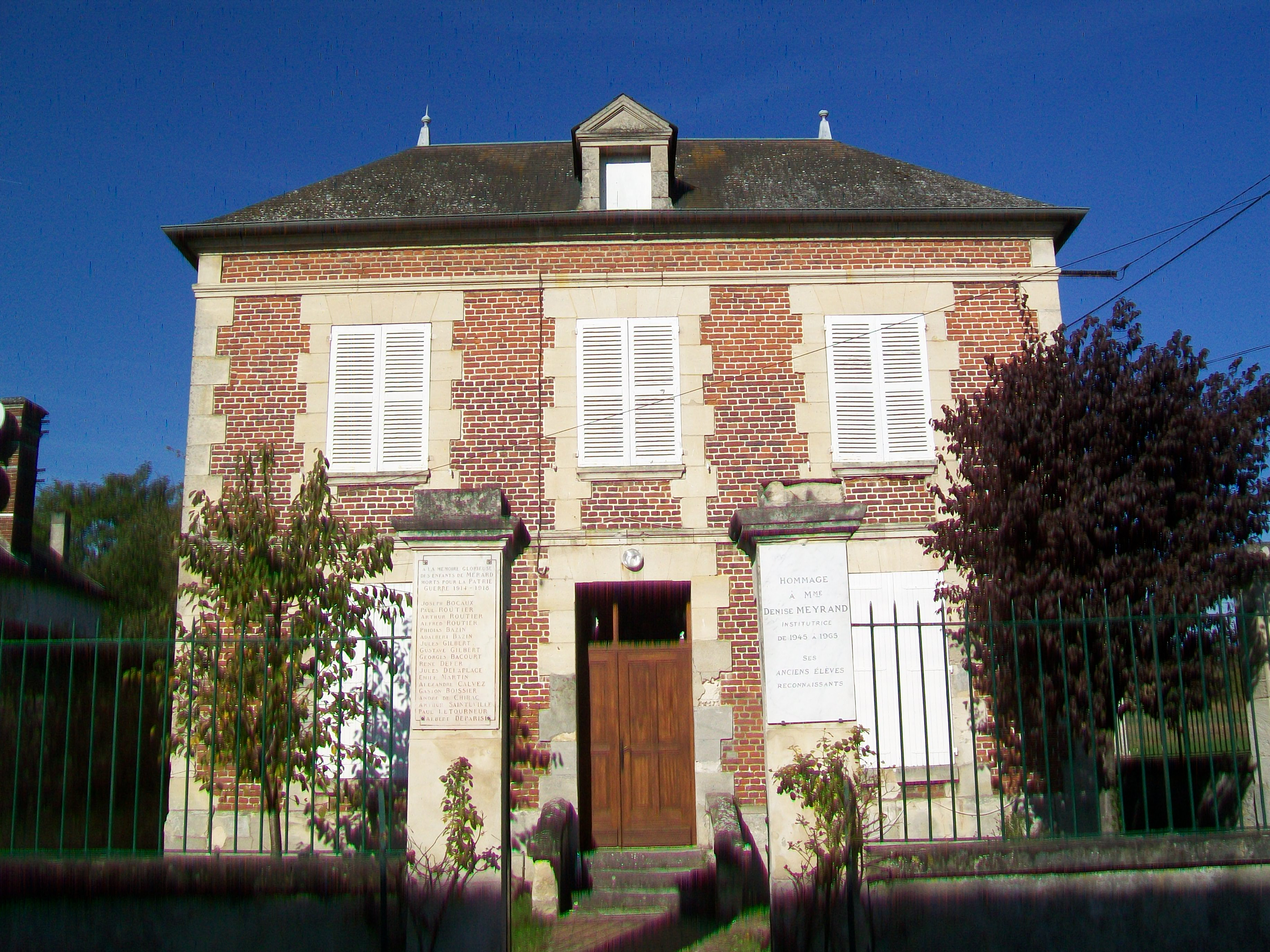
L'ancienne mairie.
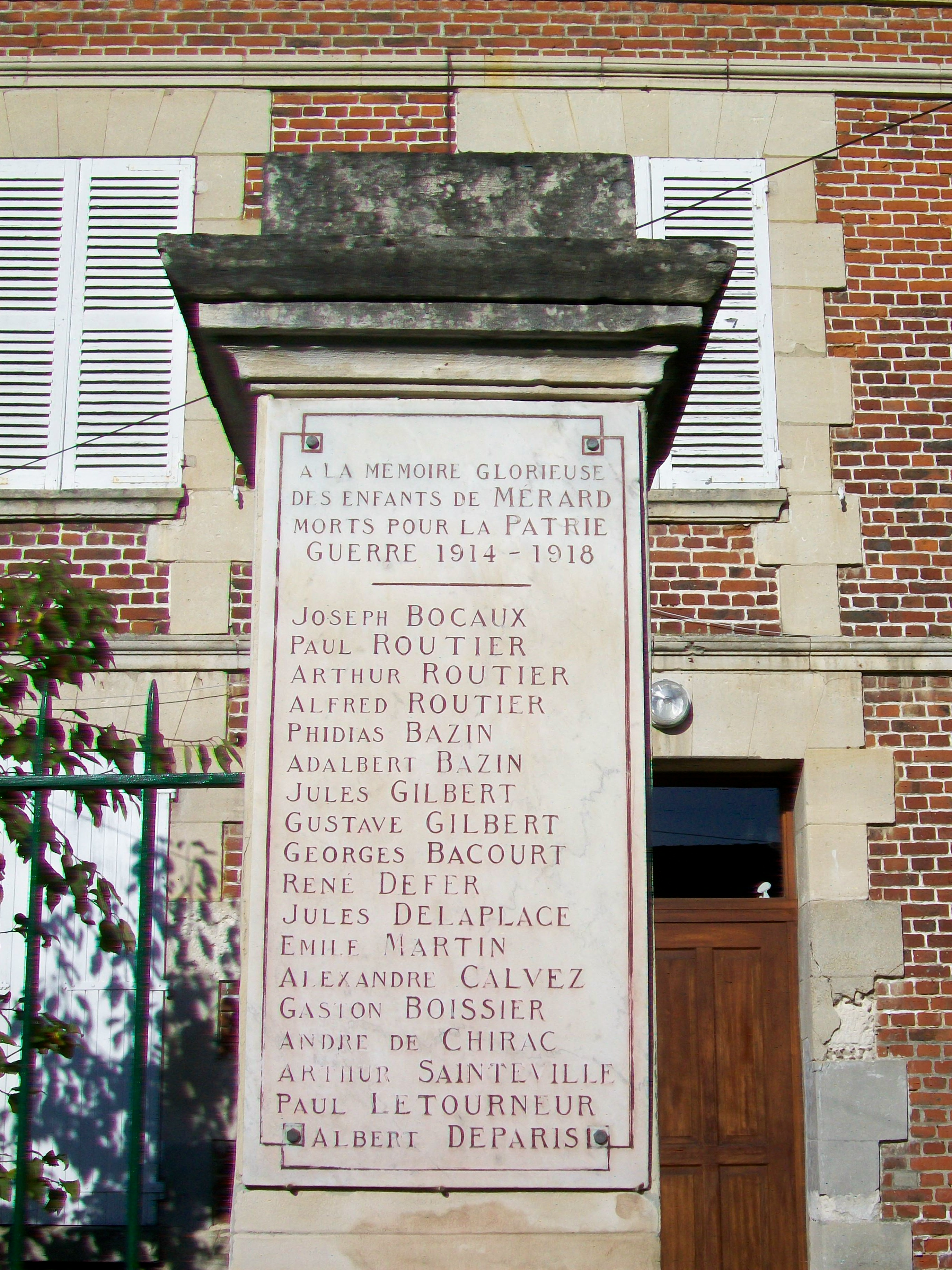
Monument aux morts.
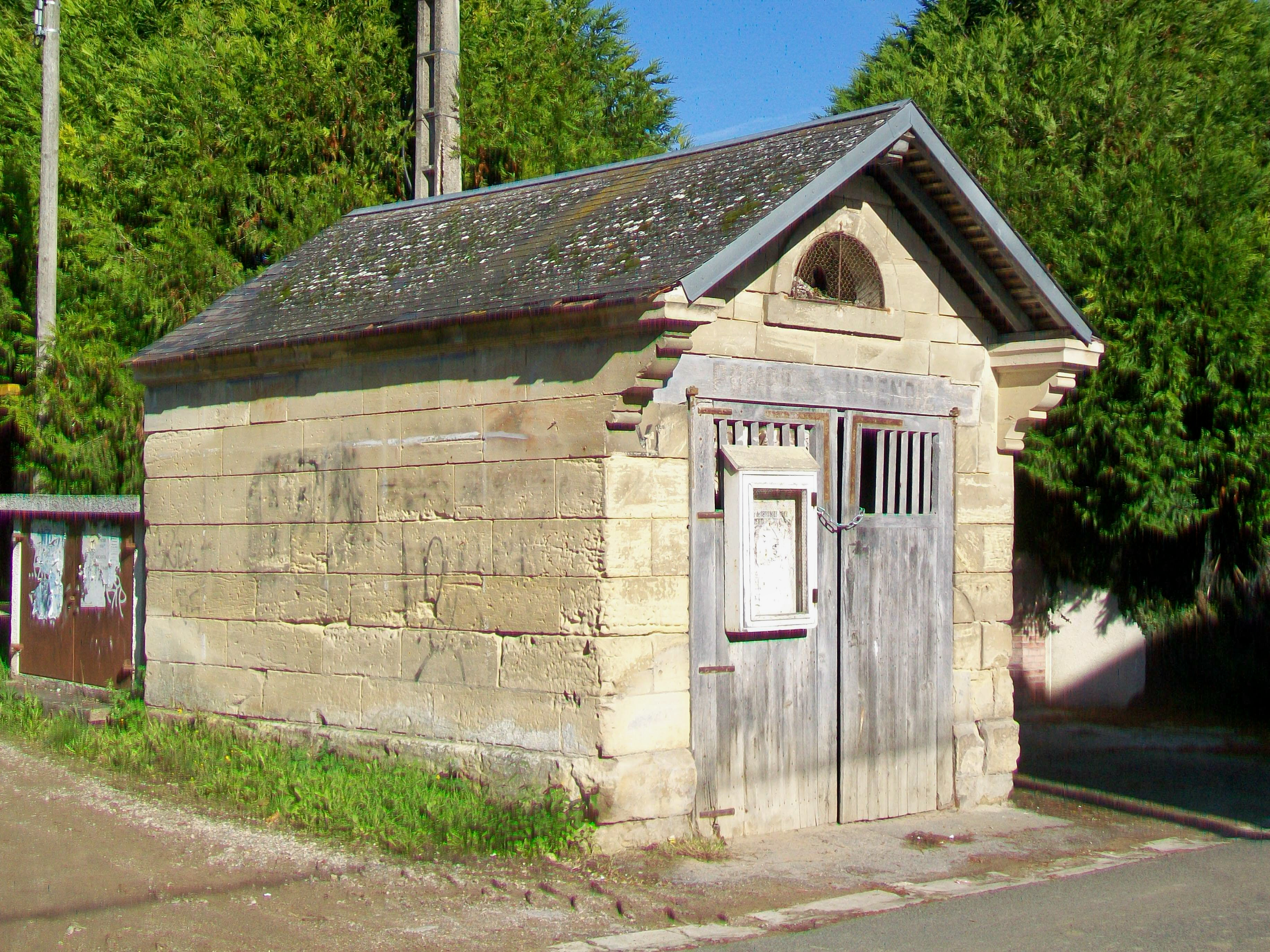
Remise de la pompe à incendie.
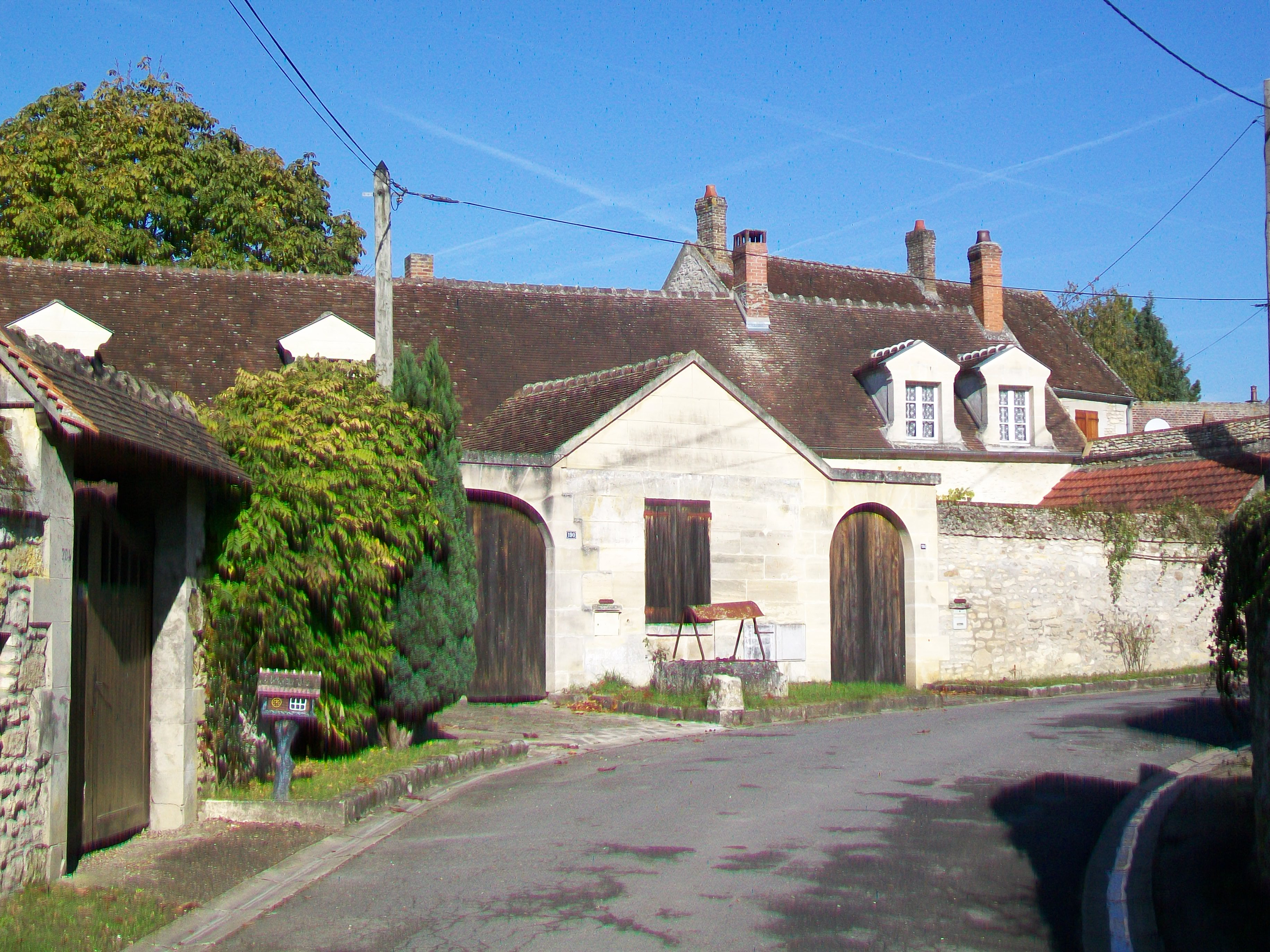
Rue Émile-Combes.

Le hameau de Saint-Claude
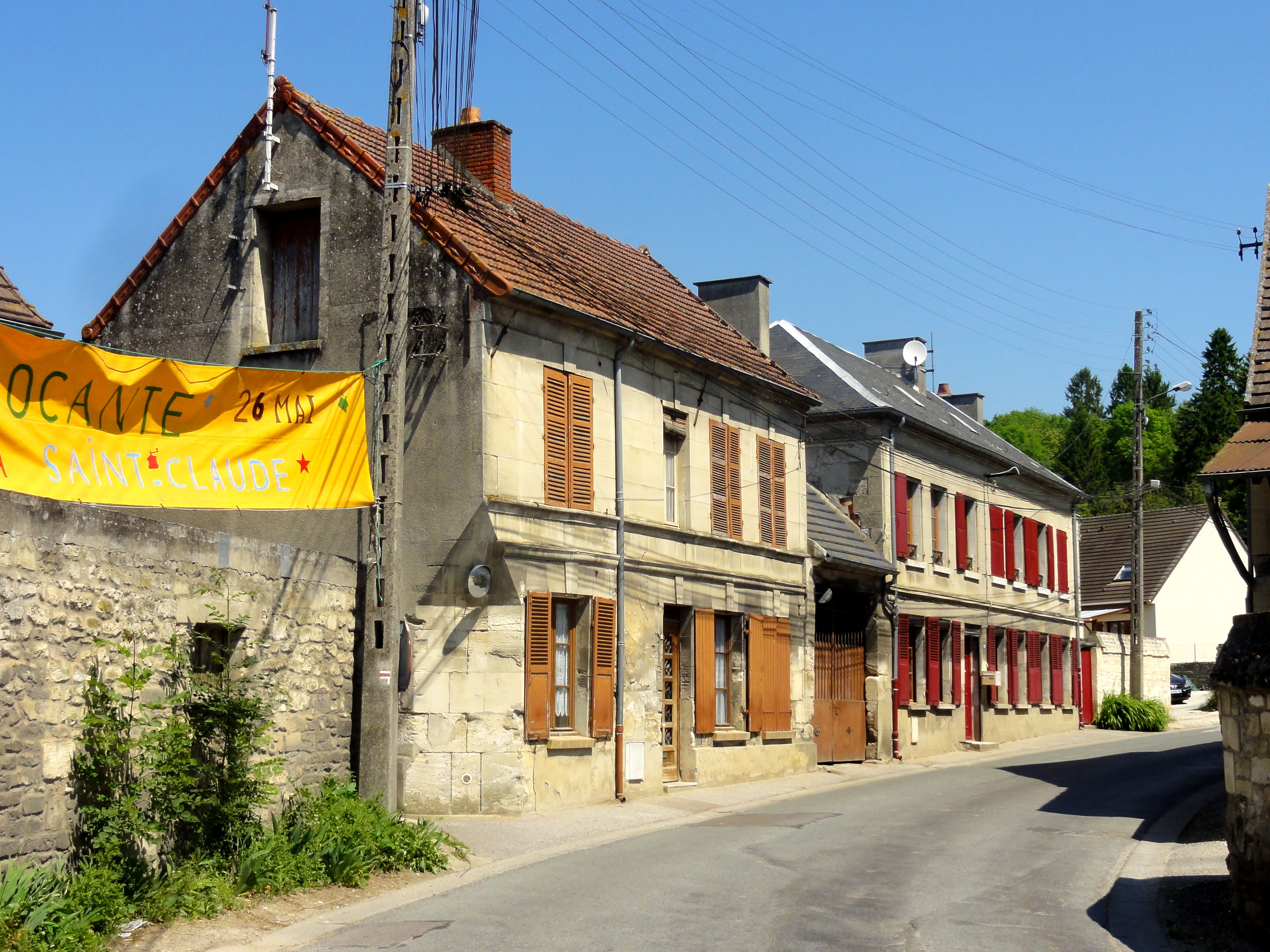
La rue Ferdinand-Buisson.
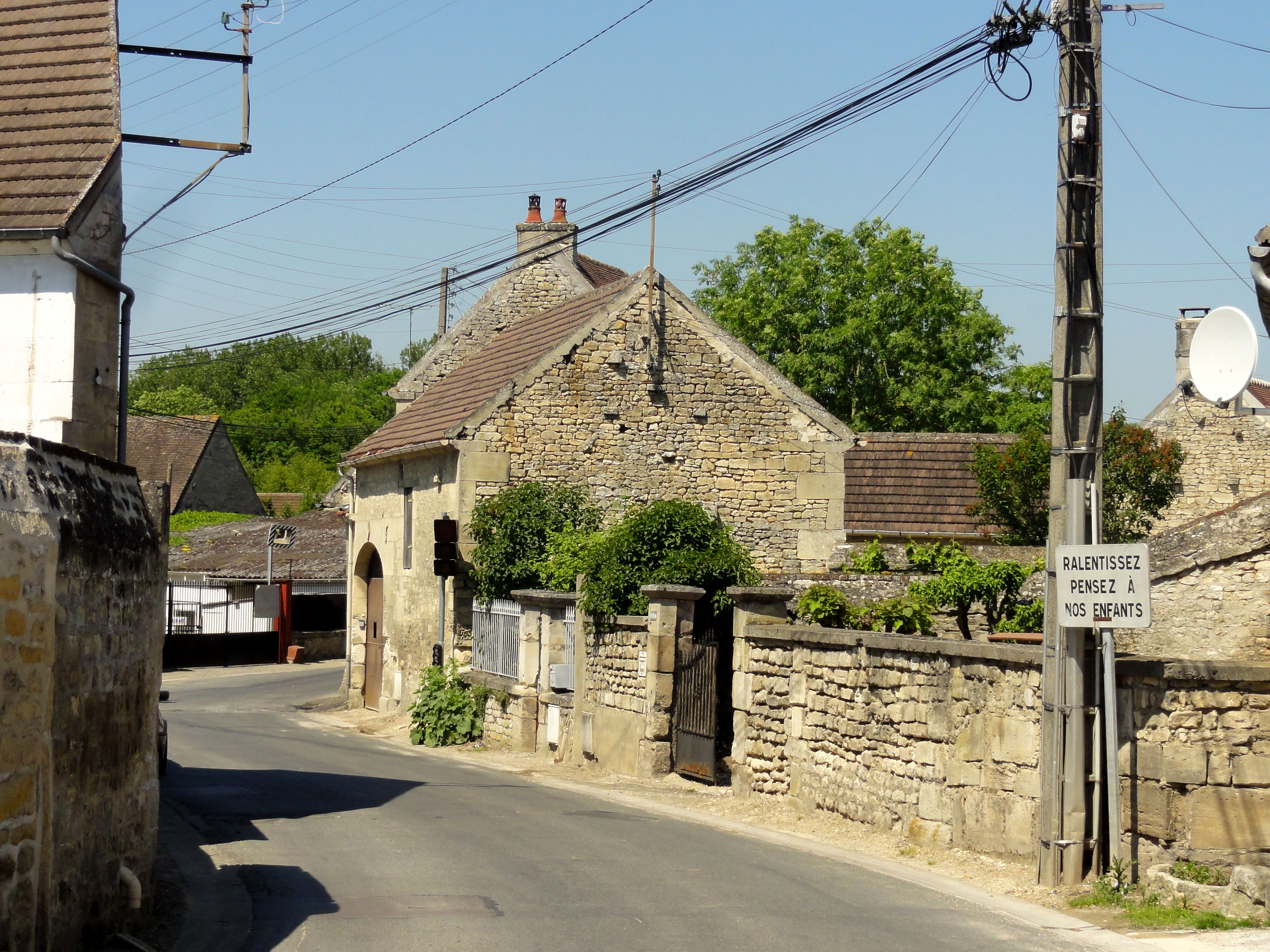
La rue Ferdinand-Buisson.
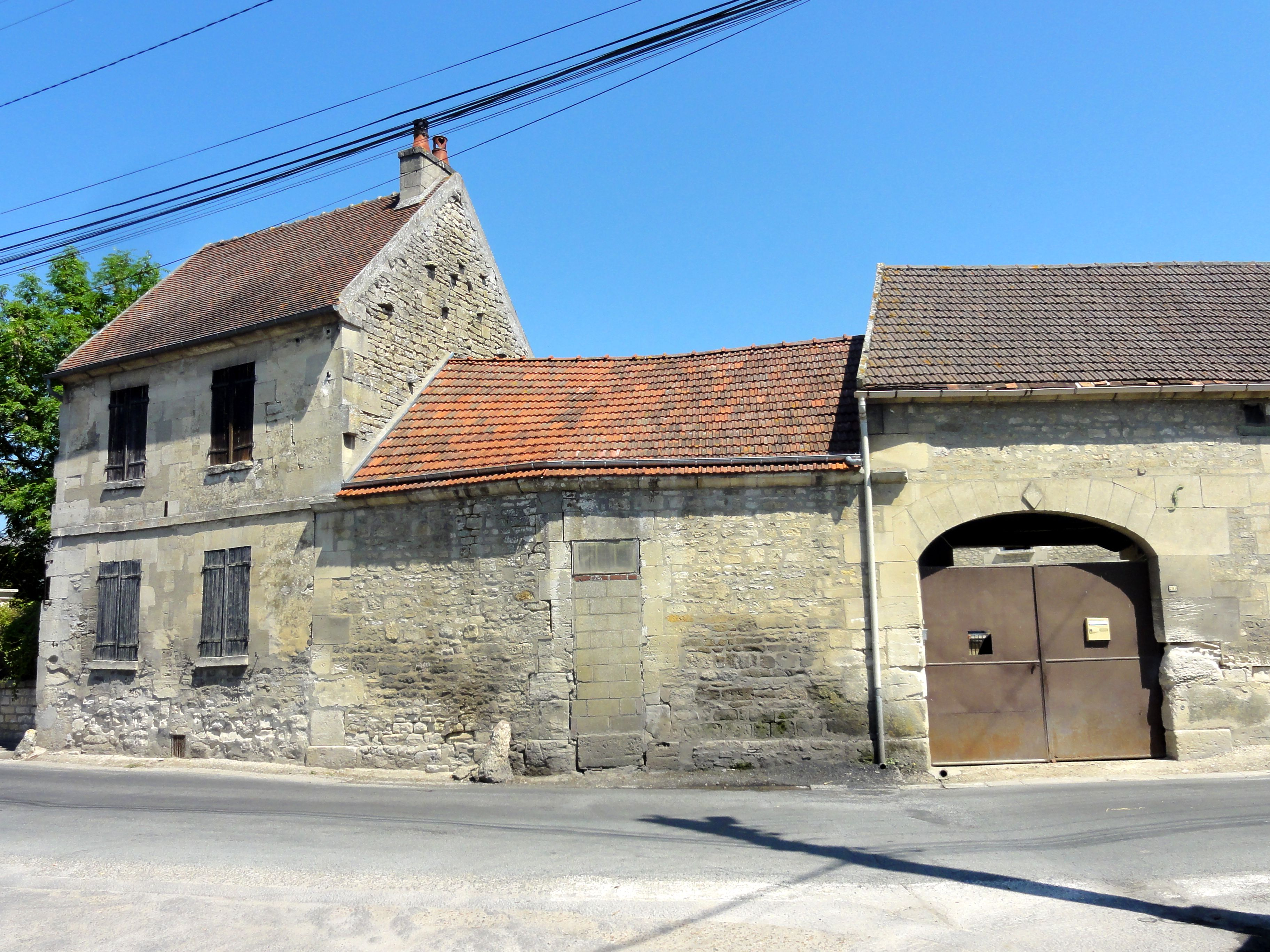
Ancienne ferme, dans la même rue.
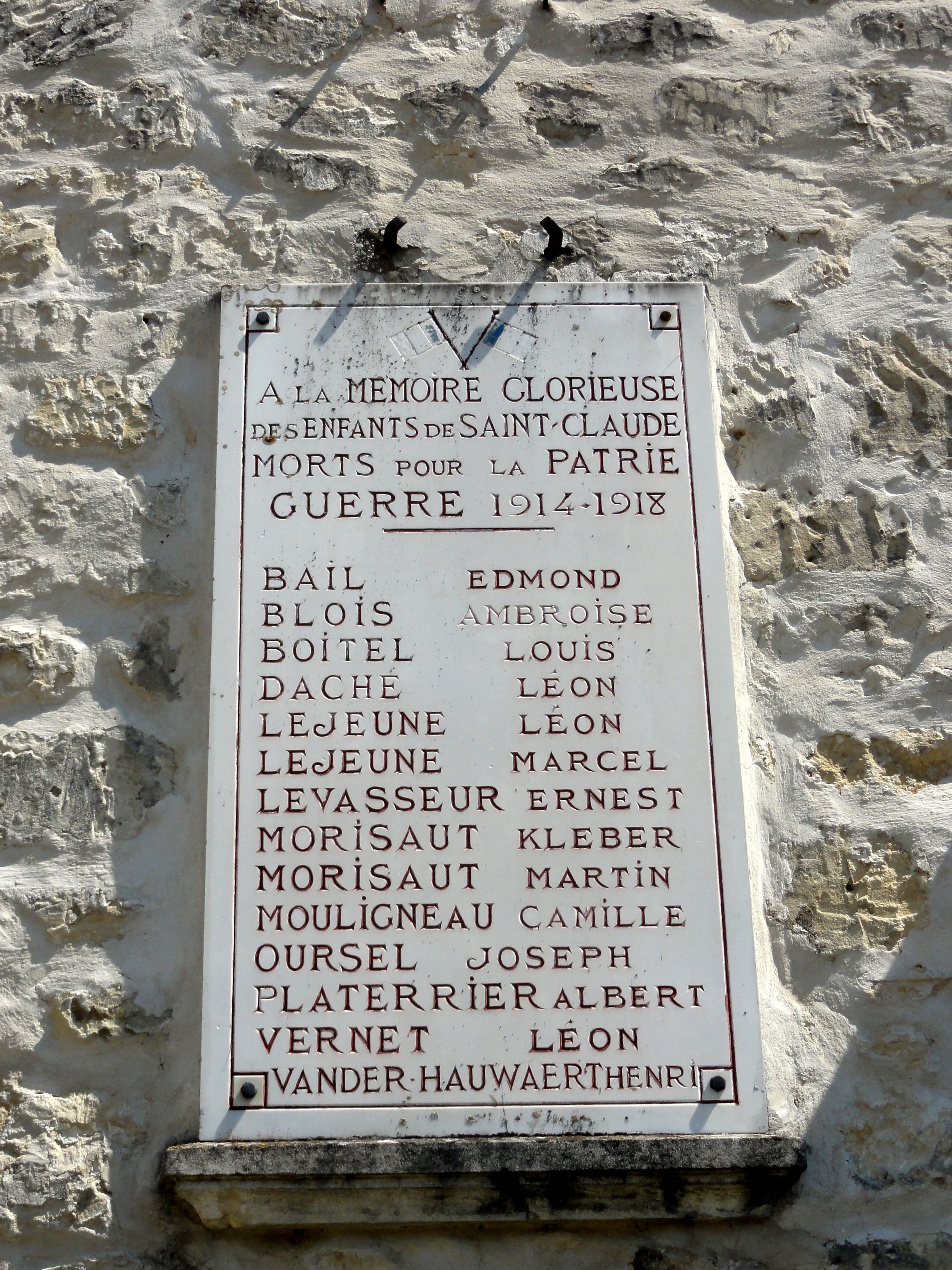
Le monument aux morts.
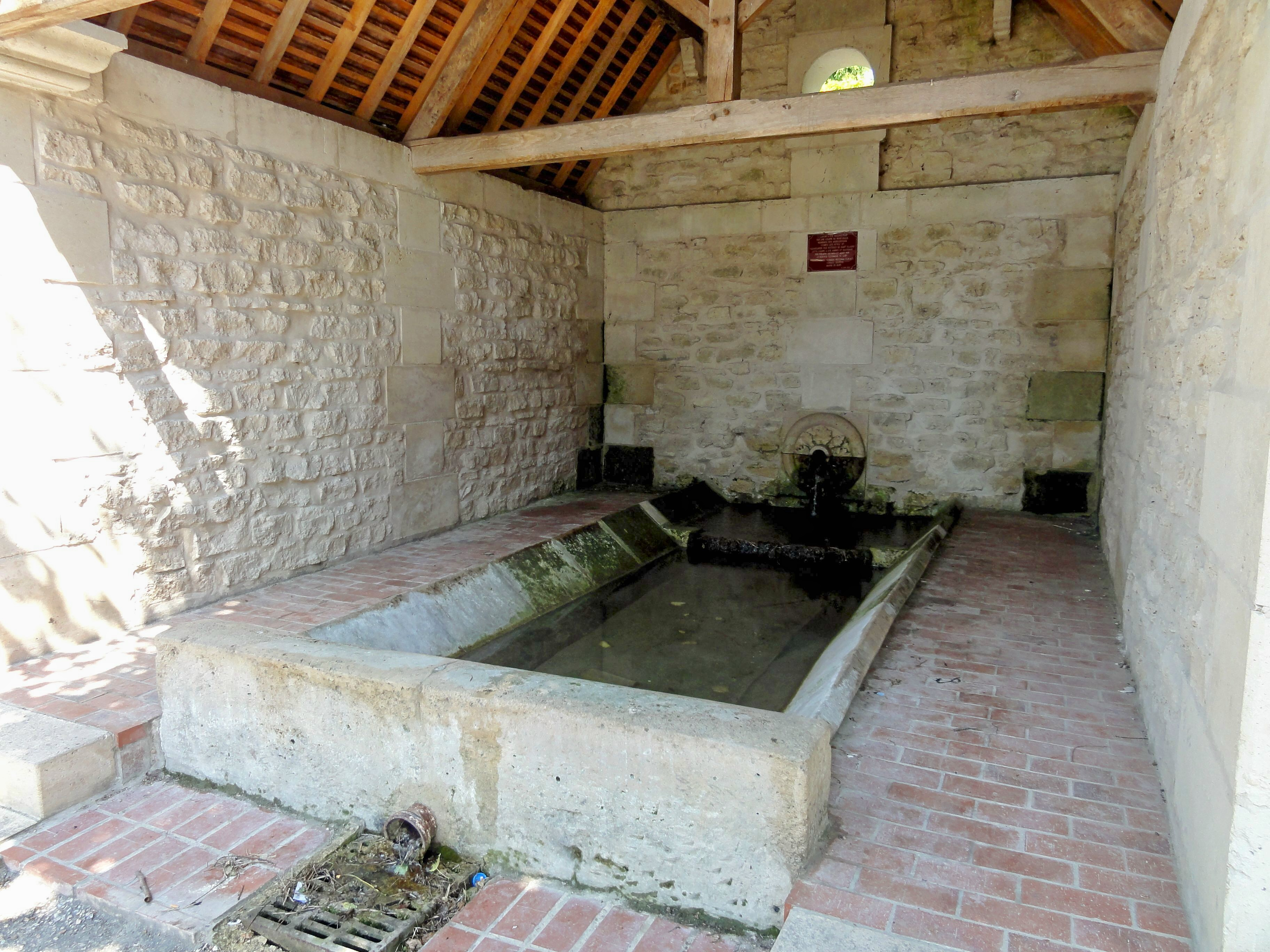
Le lavoir.

### Habitat et logement
En 2018, le nombre total de logements dans la commune était de 1 351, alors qu'il était de 1 302 en 2013 et de 1 254 en 2008.
Parmi ces logements, 91,4 % étaient des résidences principales, 1,2 % des résidences secondaires et 7,4 % des logements vacants. Ces logements étaient pour 85,9 % d'entre eux des maisons individuelles et pour 10,2 % des appartements.
Le tableau ci-dessous présente la typologie des logements à Bury en 2018 en comparaison avec celle de l'Oise et de la France entière. Une caractéristique marquante du parc de logements est ainsi une proportion de résidences secondaires et logements occasionnels (1,2 %) inférieure à celle du département (2,5 %) mais supérieure à celle de la France entière (9,7 %). Concernant le statut d'occupation de ces logements, 78,1 % des habitants de la commune sont propriétaires de leur logement (77,6 % en 2013), contre 61,4 % pour l'Oise et 57,5 pour la France entière.
| Typologie                                               | Bury | Oise | France entière |
| ------------------------------------------------------- | ---- | ---- | -------------- |
| Résidences principales (en %)                           | 91,4 | 90,4 | 82,1           |
| Résidences secondaires et logements occasionnels (en %) | 1,2  | 2,5  | 9,7            |
| Logements vacants (en %)                                | 7,4  | 7,1  | 8,2            |

### Voies de communications et transports
L'ancienne route nationale 329 (actuelle RD 929) reliant Beaumont-sur-Oise à Clermont et Brunvillers-la-Motte à Albert, constitue une partie de la limite communale avec Angy, au nord-ouest. La RD 12, reliant Therdonne à Saint-Leu-d'Esserent, est le principal axe routier traversant la commune. Son itinéraire, suivant la vallée du Thérain, en arrivant d'Angy, passe à l'ouest du bourg puis près de Saint-Épin avant de traverser le hameau de Saint-Claude par la rue Fernand-Buisson. Elle rejoint ensuite Mello. La route départementale 137, reliant Noailles à Maimbeville, arrive depuis Mouy par la rue Duvivier en croisant la RD 12, puis traverse le bourg par les rues Pillon-Crouzet et Albert-Martin. Elle quitte le chef-lieu par l'est avant de rejoindre  Liancourt.
La route départementale 137D se sépare de la RD 137 au pont de la rue Anatole-France avant de croiser la RD 12 puis le sud de Mouy. La RD 144, débutant à Angy, traverse le hameau de Mérard par la rue Pasteur avant de rejoindre Ansacq.
Plusieurs routes communales relient les différents écarts de la commune : les rues Aristide-Briand, Noël-Ruffier et Jean-Jaurès mènent le bourg à Saint-Épin par le hameau de Lombardie, le hameau de Mérard est joignable par les rues de Beauvais et des Roses, la route de Boisicourt et la rue Brivois relient Mérard à la D 137 par Boisicourt et Brivois, et une voie débutant à Saint-Épin rejoint Balagny-sur-Thérain. Une autre voie se sépare de la RD 137 pour rejoindre la RD 110 près de Rousseloy.

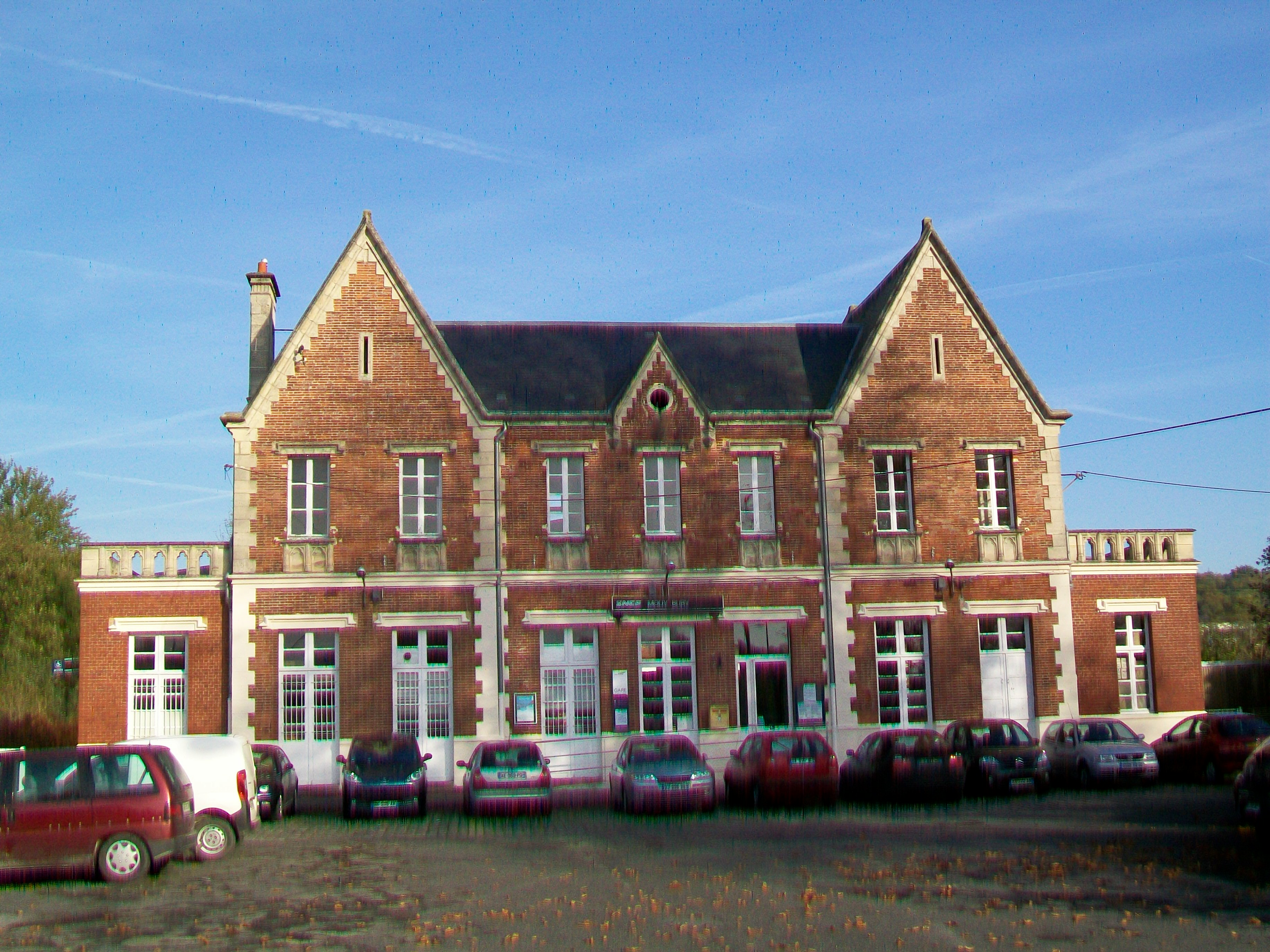
La gare de Mouy-Bury.

La gare de Mouy - Bury, située sur la ligne de Creil à Beauvais et modernisée en 2019, est desservie la ligne P32 du TER Hauts-de-France reliant Beauvais à Creil.
La commune est desservie par la ligne 3 du réseau Lebus de Clermont.
Bury est desservie par les lignes à vocation scolaire 6313, 6314 et 6344 du réseau interurbain de l'Oise reliant la commune au collège de Mouy, ainsi qu'aux établissements secondaires de Clermont. Une navette de regroupement pédagogique intercommunal (ligne 6819) dessert le bourg jusqu'à Rousseloy par les hameaux de Saint-Epin, Saint-Claude et Martincourt.
L'aéroport de Beauvais-Tillé se trouve à une vingtaine de kilomètres à l'ouest de la commune et l'aéroport de Paris-Charles-de-Gaulle se trouve à 37 km au sud-est. Il n'existe aucune liaison entre la commune et ces aéroports par des transports en commun.
La commune est traversée par le sentier de grande randonnée no 124 (GR124), reliant Cires-lès-Mello (Oise) à Rebreuviette (Pas-de-Calais). Son itinéraire balisé arrive sur le territoire depuis Cires-lès-Mello par les marais de Saint-Claude, au sud, puis traverse le hameau du même nom par la rue Raspail. Il pénètre dans les bois d'Arcy, Beauvais et de Louard avant de rejoindre Lombardie par la rue du Château-Vert. Il suit une partie de la rue Jean-Jaurès, puis rejoint le bourg par un chemin, et la rue Émile-Zola. Il quitte celui-ci par Boulinval puis traverse Mérard par la côte du Baudron. Il quitte ce hameau par la rue Pasteur avant de prendre le chemin des Carrières et rejoindre Ansacq.

### Risques naturels et technologiques
La commune se situe en zone de sismicité 1. Il existe une potentialité de mouvements de terrains.
La commune est parfois concernée par des inondations dans les marais de la vallée du Thérain. Les zones les plus basses du territoire sont situées au-dessus de plusieurs nappes phréatiques.

## Toponymie
Le nom de la localité est attesté sous les formes in villa Bureio (vers 1013) ; Buriacum (1035) ; Buriacus (1085) ; Birriacus ; molendinum de Buriaso (vers 1093) ; de Bureio (vers 1106) ; de Buriaco (1147) ; Buri (1157) ; Godefredus de buri (1157) ; Bureium (1160) ; Burriz (1160) ; Bury (1180) ; Bulry (vers 1180) ; Auberti de Buri (1223) ; Petrus de Buriaco (1219) ; Odo de Buiri (1252) ; apud Bureyum gistum (1258) ; Buray (1282) ; Johannes de buryaco (1349) ; Bury-Angy (vers 1460) ; Bury en beauvaisis (1611) ; Bury (1840).

## Histoire
Présence humaine à l'époque gallo-romaine grâce à la présence de tombes[réf. nécessaire].

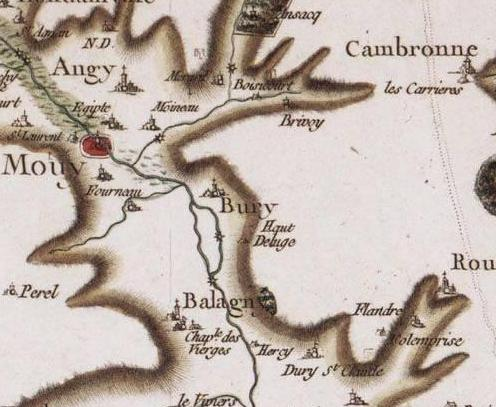
Bury, carte de Cassini (XVIIIe siècle.

Louis Graves indique « Cette commune est encore une des plus anciennes du Beauvaisis ;  elle fut brûlée au neuvième siècle par les Normands avec quelques autres villages.
C'était le chef-lieu d'une châtellenie qui appartenait à l'évêque diocésain comme comte de Beauvais.
Le pays fut mis au pillage en même termps qu'Angy, par les ligueurs de Beauvais, le 25 août 1591
Bury avait le titre de bourg, ce qui indique l'existence d'anciennes foires en ce lieu
Sous le règne de Louis XIV, on y tenait une demi-compagnie de gardes du corps en quartier d'hiver.»
En 1358, une entrevue a lieu entre le futur Charles V et le Charles le Mauvais, roi de Navarre à Domaslieu, un hameau de Bury aujourd'hui disparu[réf. nécessaire].
En 1843, une station du télégraphe Chappe de la ligne Paris-Lille était implantée au lieu-dit le Noyer-Bault, et il existait alors un moulin à eau, un moulin à foulon, plusieurs carrières, des fabriques de tissu de soie, de boutons, de toiles métalliques, de laine peignée, de draperie, de calicot, de mérinos. Une partie de la population était employée dans les fabriques de Mouy ou confectionnait des galoches ou des cerceaux.
Les travaux pour la création de la ligne de chemin de fer de Creil à Beauvais sont réalisés par la Compagnie des chemins de fer des Ardennes qui l'échange le 17 juin 1857 avec la Compagnie des chemins de fer du Nord. La ligne est inaugurée en 1857 et  sa mise en service ainsi que celle de la gare de Mouy - Bury a lieu le 1er septembre 1857, facilitant le déplacement des habitants et l'écoulement des marchandises produites dans les usines du secteur.

Bury au tout début du XXe siècle
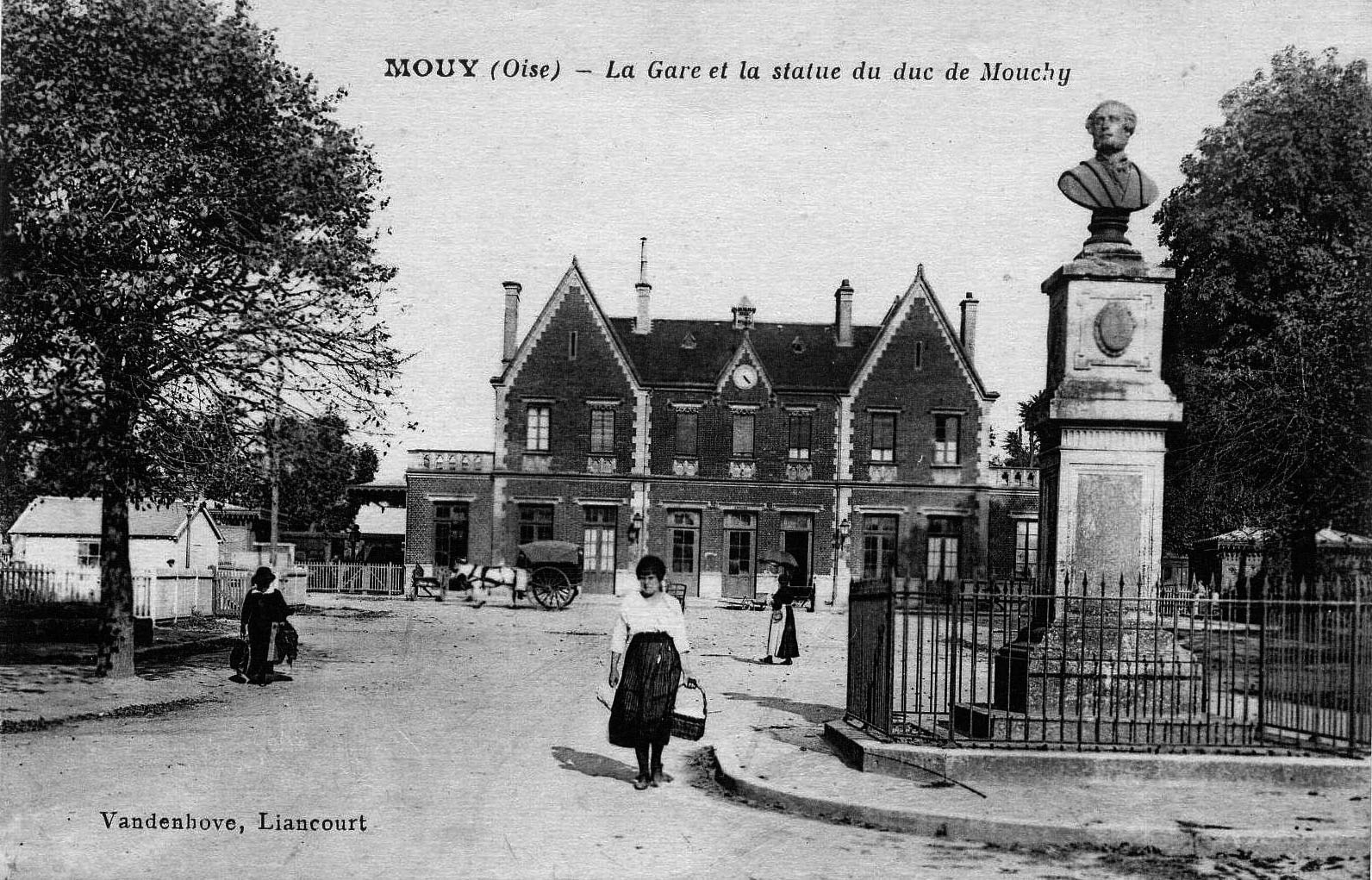
La gare et la statue du duc de Mouchy.
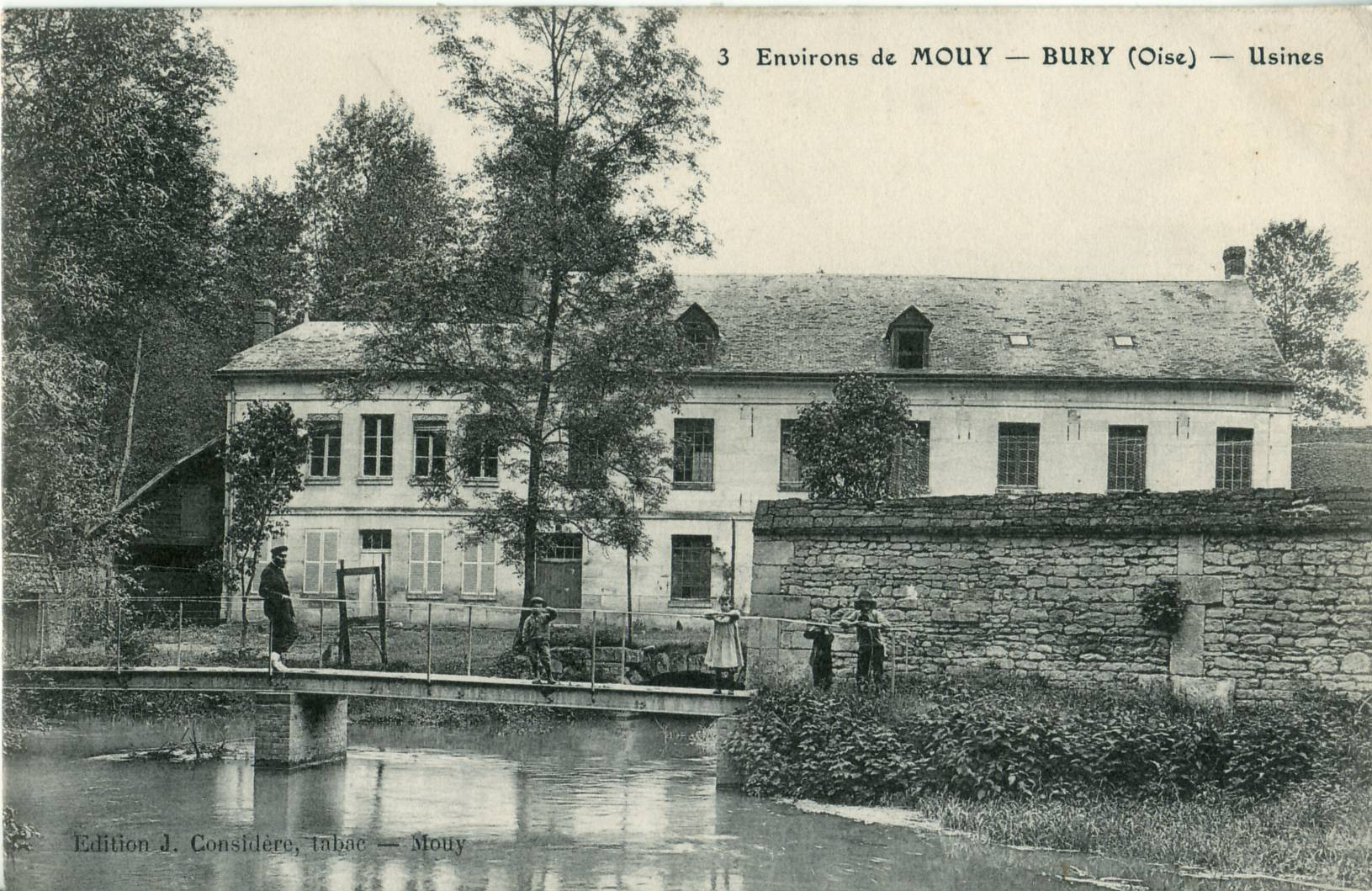
Les usines de Bury.
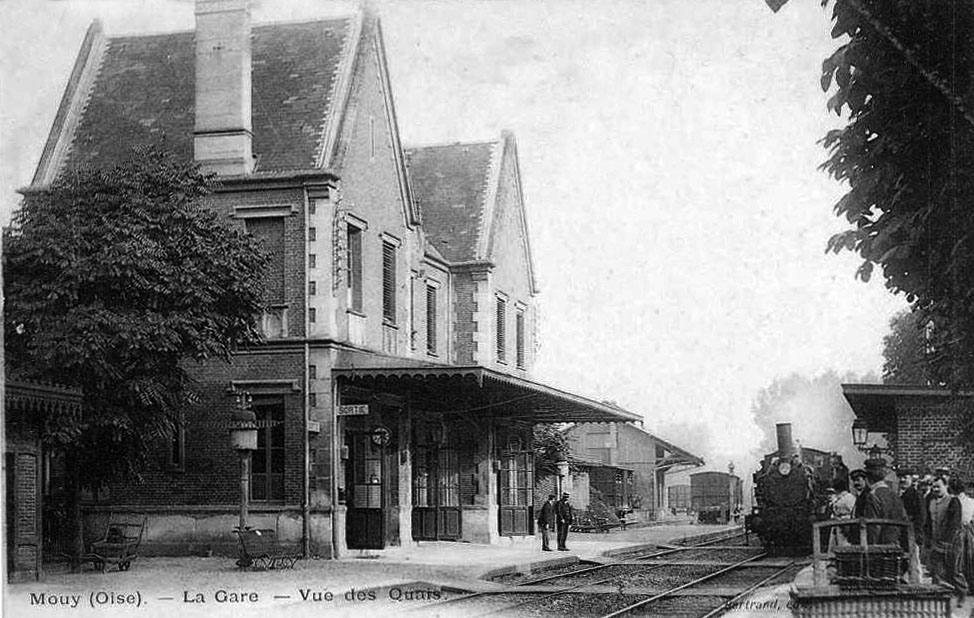
Intérieur de la gare

## Politique et administration

### Rattachements administratifs et électoraux

#### Rattachements administratifs
La commune se trouve depuis 1942 dans l'arrondissement de Clermont du département de l'Oise.
Elle faisait partie depuis 1793 du canton de Mouy. Dans le cadre du redécoupage cantonal de 2014 en France, cette circonscription administrative territoriale a disparu, et le canton n'est plus qu'une circonscription électorale.

#### Rattachements électoraux
Pour les élections départementales, la commune fait partie depuis 2014 d'un nouveau  canton de Mouy
Pour l'élection des députés, elle fait partie de la septième circonscription de l'Oise.

### Intercommunalité
Bury a du adhérer en  2013  à la communauté de communes du Clermontois, un établissement public de coopération intercommunale (EPCI) à fiscalité propre créé en 1960 sous le statut de district urbain et auquel la commune a transféré un certain nombre de ses compétences, dans les conditions déterminées par le code général des collectivités territoriales.
Dans le cadre des dispositions de la loi portant nouvelle organisation territoriale de la République du 7 août 2015, qui prévoit que les établissements publics de coopération intercommunale (EPCI) à fiscalité propre doivent avoir un minimum de 15 000 habitants, cette intercommunalité a fusionné avec sa voisine pour former, le 1er janvier 2017, la communauté de communes du Haut Pays du Montreuillois dont est désormais membre la commune.

### Liste des maires
| Période                                  | Période                       | Identité            | Étiquette | Qualité |
| ---------------------------------------- | ----------------------------- | ------------------- | --------- | --- |
| Les données manquantes sont à compléter. |                               |                     |           | |
| 1790                                     |                               | M. Crouzet          |           | |
| 1792                                     |                               | M. Moisin           |           | |
| 1793                                     |                               | M. Desprez          |           | |
| 1826                                     |                               | Thomas Fourtin      |           | |
| août 1864                                |                               | Jean-Édouard Kiggen |           | |
| Les données manquantes sont à compléter. |                               |                     |           | |
| 1950                                     | mars 1977                     | Raymond Delacourt   |           | |
| Les données manquantes sont à compléter. |                               |                     |           | |
| 1992                                     | mars 2014                     | Jean-Claude Godin   | DVD       | Maire honoraire |
| mars 2014                                | En cours (au 20 janvier 2021) | David Belval        | SE        | Professeur du secondaire et de l'enseignement technique Vice-président de la CC du Clermontois (2020 → ) Réélu pour le mandat 2020-2026, |

## Équipements et services publics

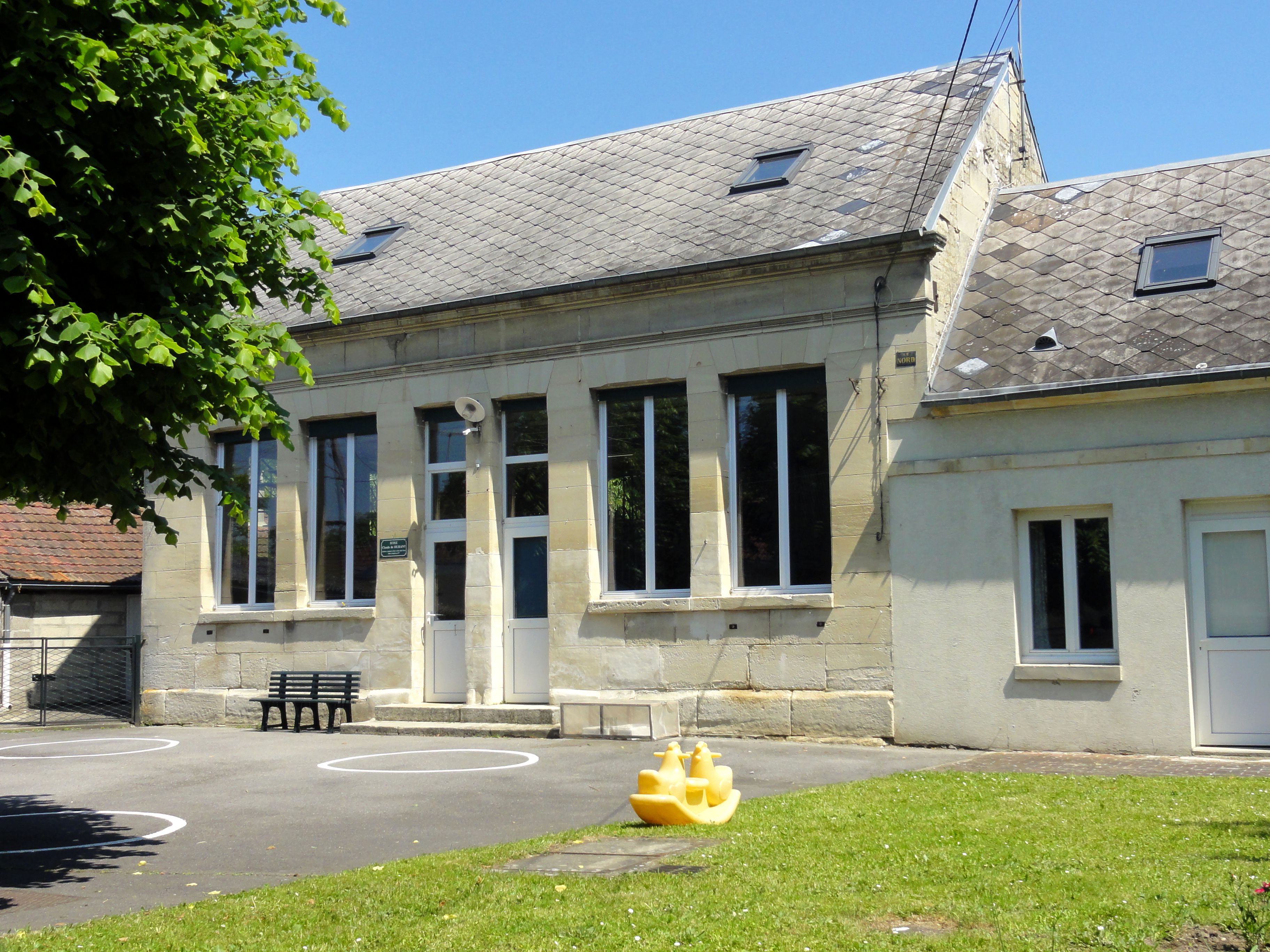
L'école Claude-de-Durant.

La commune dispose d’une halte garderie, d’une bibliothèque, d’un stade, d’un city-stade, d’une salle socio-culturelle, d’une salle des fêtes et d’un poste de recharge pour véhicules électriques.
.
Elle  s'est doté en 2010 d'une salle multifonctions, dont le rez-de-chaussée est utilisé pour la cantine des enfants et l'étage comme salle des fêtes.

### Enseignement
Bury dispose de plusieurs écoles en 2020 : 
- Ecoles maternelles Gilbert Lesueur, rue Raymond-Delacourt, des Moineaux, rue des Fauvettes et Claude-de-Durant (RPI de Bury-Rousseloy), rue Ferdinand-Buisson ;
- Ecoles primaires de Mérard, rue Pasteur, Frédéric-Louis-Poiret, cité Saint-Épin et école du Centre, place du Général de Gaulle.

Les enfants continuent leur scolarité au collège Romain-Rolland de Mouy.

### Santé
La commune a favorisé la création en 2019 d'un pôle médical comprenant six cabinets médicaux et huit cabinets paramédicaux

### Justice, sécurité, secours et défense
La commune s'est dotée d'un dispositif de vidéosurveillance en 2021.

## Population et société

### Démographie

#### Évolution démographique
L'évolution du nombre d'habitants est connue à travers les recensements de la population effectués dans la commune depuis 1793. Pour les communes de moins de 10 000 habitants, une enquête de recensement portant sur toute la population est réalisée tous les cinq ans, les populations de référence des années intermédiaires étant quant à elles estimées par interpolation ou extrapolation. Pour la commune, le premier recensement exhaustif entrant dans le cadre du nouveau dispositif a été réalisé en 2007.

En 2022, la commune comptait 2 876 habitants, en évolution de −3,55 % par rapport à 2016 (Oise : +0,87 %, France hors Mayotte : +2,11 %).
| 1793  | 1800  | 1806  | 1821  | 1831  | 1836  | 1841  | 1846  | 1851  |
| ----- | ----- | ----- | ----- | ----- | ----- | ----- | ----- | ----- |
| 1 107 | 1 114 | 1 249 | 1 268 | 1 409 | 1 430 | 1 466 | 1 638 | 1 576 |

| 1856  | 1861  | 1866  | 1872  | 1876  | 1881  | 1886  | 1891  | 1896  |
| ----- | ----- | ----- | ----- | ----- | ----- | ----- | ----- | ----- |
| 1 538 | 1 655 | 1 881 | 2 222 | 2 169 | 2 433 | 2 448 | 2 370 | 2 412 |

| 1901  | 1906  | 1911  | 1921  | 1926  | 1931  | 1936  | 1946  | 1954  |
| ----- | ----- | ----- | ----- | ----- | ----- | ----- | ----- | ----- |
| 2 408 | 2 428 | 2 481 | 2 242 | 2 230 | 2 109 | 1 930 | 1 913 | 2 084 |

| 1962  | 1968  | 1975  | 1982  | 1990  | 1999  | 2006  | 2007  | 2012  |
| ----- | ----- | ----- | ----- | ----- | ----- | ----- | ----- | ----- |
| 2 139 | 2 540 | 2 662 | 2 657 | 2 822 | 2 891 | 2 971 | 2 982 | 2 977 |

| 2017  | 2022  | - | - | - | - | - | - | - |
| ----- | ----- | - | - | - | - | - | - | - |
| 2 971 | 2 876 | - | - | - | - | - | - | - |

#### Pyramide des âges
La population de la commune est relativement jeune.
En 2018, le taux de personnes d'un âge inférieur à 30 ans s'élève à 35,5 %, soit en dessous de la moyenne départementale (37,3 %). À l'inverse, le taux de personnes d'âge supérieur à 60 ans est de 22,9 % la même année, alors qu'il est de 22,8 % au niveau départemental.
En 2018, la commune comptait 1 449 hommes pour 1 517 femmes, soit un taux de 51,15 % de femmes, légèrement supérieur au taux départemental (51,11 %).
Les pyramides des âges de la commune et du département s'établissent comme suit.
| Hommes | Classe d’âge | Femmes |
| ------ | ------------ | ------ |
| 0,5    | 90 ou +      | 0,7    |
| 4,5    | 75-89 ans    | 7,2    |
| 15,6   | 60-74 ans    | 17,1   |
| 22,9   | 45-59 ans    | 21,7   |
| 19,5   | 30-44 ans    | 19,2   |
| 16,4   | 15-29 ans    | 15,4   |
| 20,6   | 0-14 ans     | 18,7   |

| Hommes | Classe d’âge | Femmes |
| ------ | ------------ | ------ |
| 0,5    | 90 ou +      | 1,4    |
| 5,5    | 75-89 ans    | 7,6    |
| 15,6   | 60-74 ans    | 16,3   |
| 20,8   | 45-59 ans    | 20     |
| 19,4   | 30-44 ans    | 19,4   |
| 17,6   | 15-29 ans    | 16,2   |
| 20,6   | 0-14 ans     | 19,1   |

## Culture locale et patrimoine

### Lieux et monuments

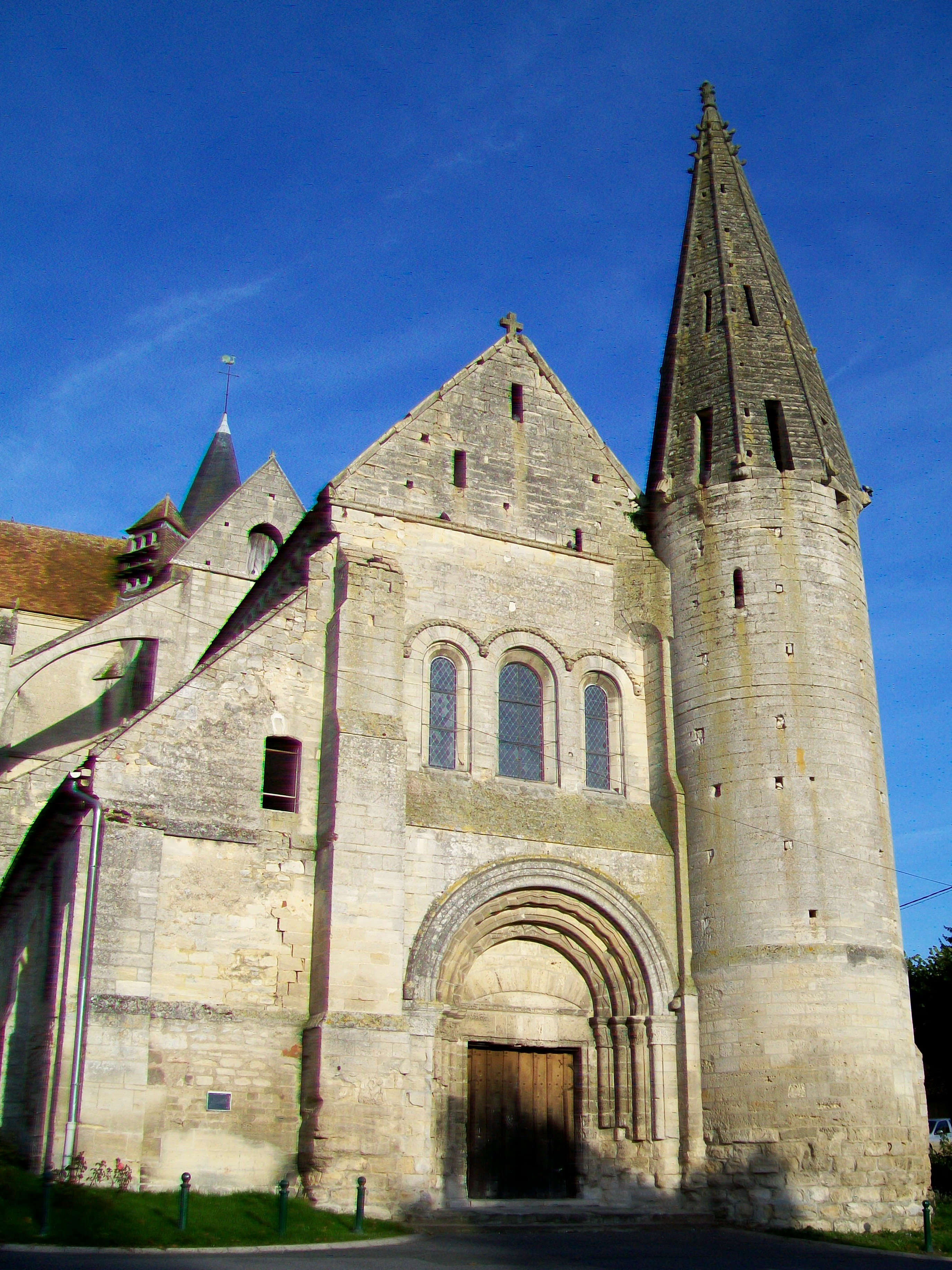
Façade sud-ouest de l'église.

La commune possède un monument historique sur son territoire ;
- Église Saint-Lucien (XIe, XIIe et XIIIe siècles) : L'église Saint-Lucien (ancienne collégiale) fut fondée en 1140. L'édifice possède une partie romane (nef) et une partie gothique (chœur et transept). Elle possède une nef romane et façade avec tour cylindrique de 1140. La tour est désignée sous le nom de clocher Sainte-Barbe. En 1239, on construisit le chœur de l'église et ses deux transepts, qui présentent tous les caractères du style ogival à lancette. Dans le croisillon sud, se trouve un retable de la Passion de 1548. On peut y voir également des tableaux de Nicolas Bertin. Elle fait l’objet d’un classement au titre des monuments historiques par la liste de 1862[45],[46],.

On peut également signaler :
- Portail de ferme du XIIIe siècle, rue Pillon-Crouzet. Une maison au fond de la cour comporte également des éléments médiévaux.
- Maison du XIVe siècle : Maison à un étage située au 236 rue A.-Martin. Elle fait partie d'une ferme.
- Lavoir couvert de la fontaine de l'Orme, rue Gambetta
- Chapelle Saint-Maur de Mérard : Elle date du XVe siècle.
- Manoir dit Cloître de Damaslieu, au hameau de Mérard : C'est une construction du XIIIe siècle qui fut la possession des religieuses de l'ordre de Sainte-Ursule. Tour d'allure moyennageuse. Tourelles d'escalier à flêches-écailles du XIIe siècle. Dans le bas-côté gauche, personnages sculptés (atlantes) aux retombées des voûtes.
- Chapelle Saint-Claude de Dury, au hameau de Saint-Claude : Fondée en 1527 par Claude de Durant, chevalier et seigneur de Thury-sous-Clermont, puis de Dury-Saint Claude.
- Lavoir couvert de Saint-Claude, rue de la Plaine.
- Ls cités ouvrières Cité Herminie, construite en 1881, et Saint-Épin.

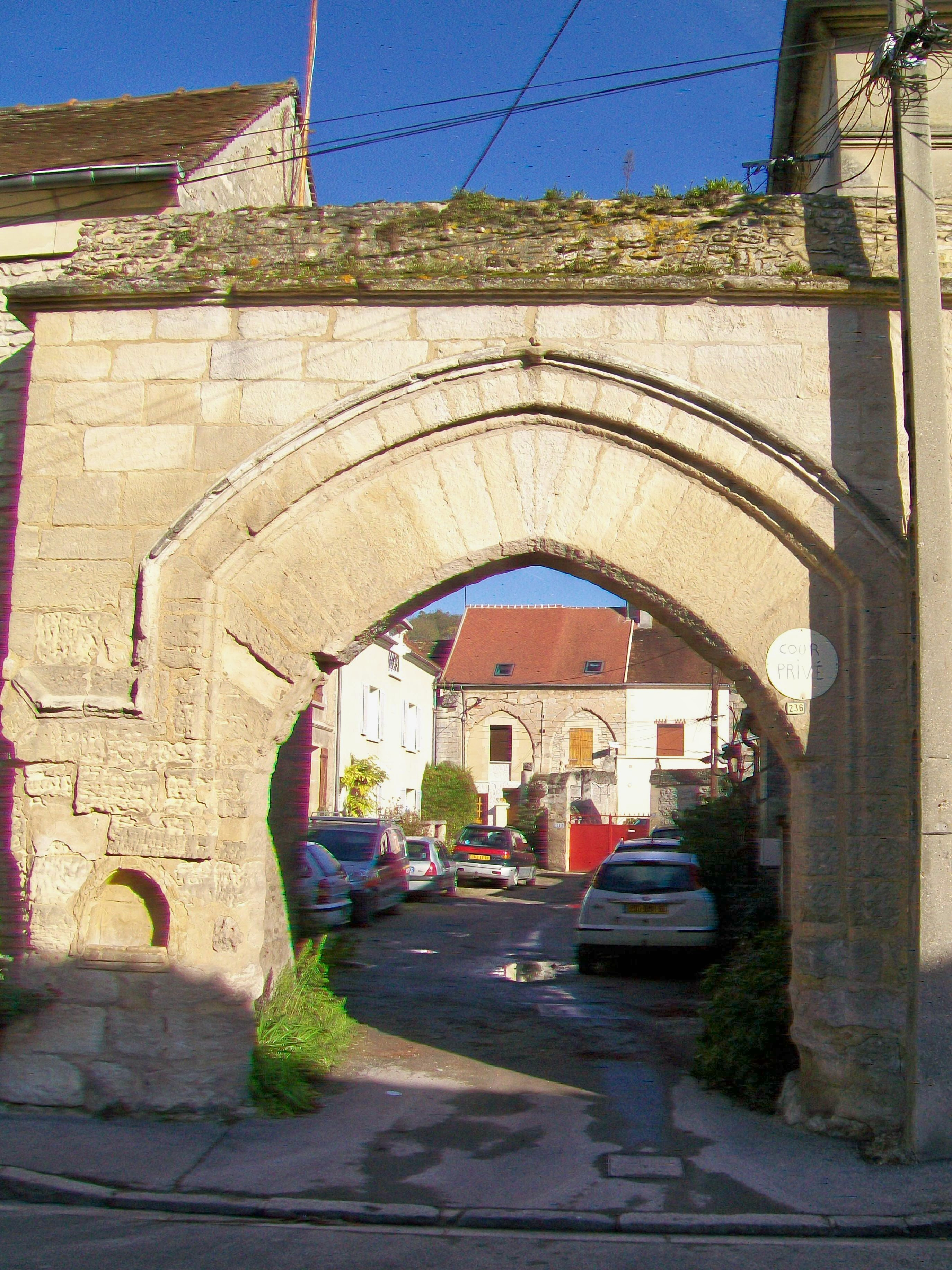
Porte de ferme du XIIIe siècle
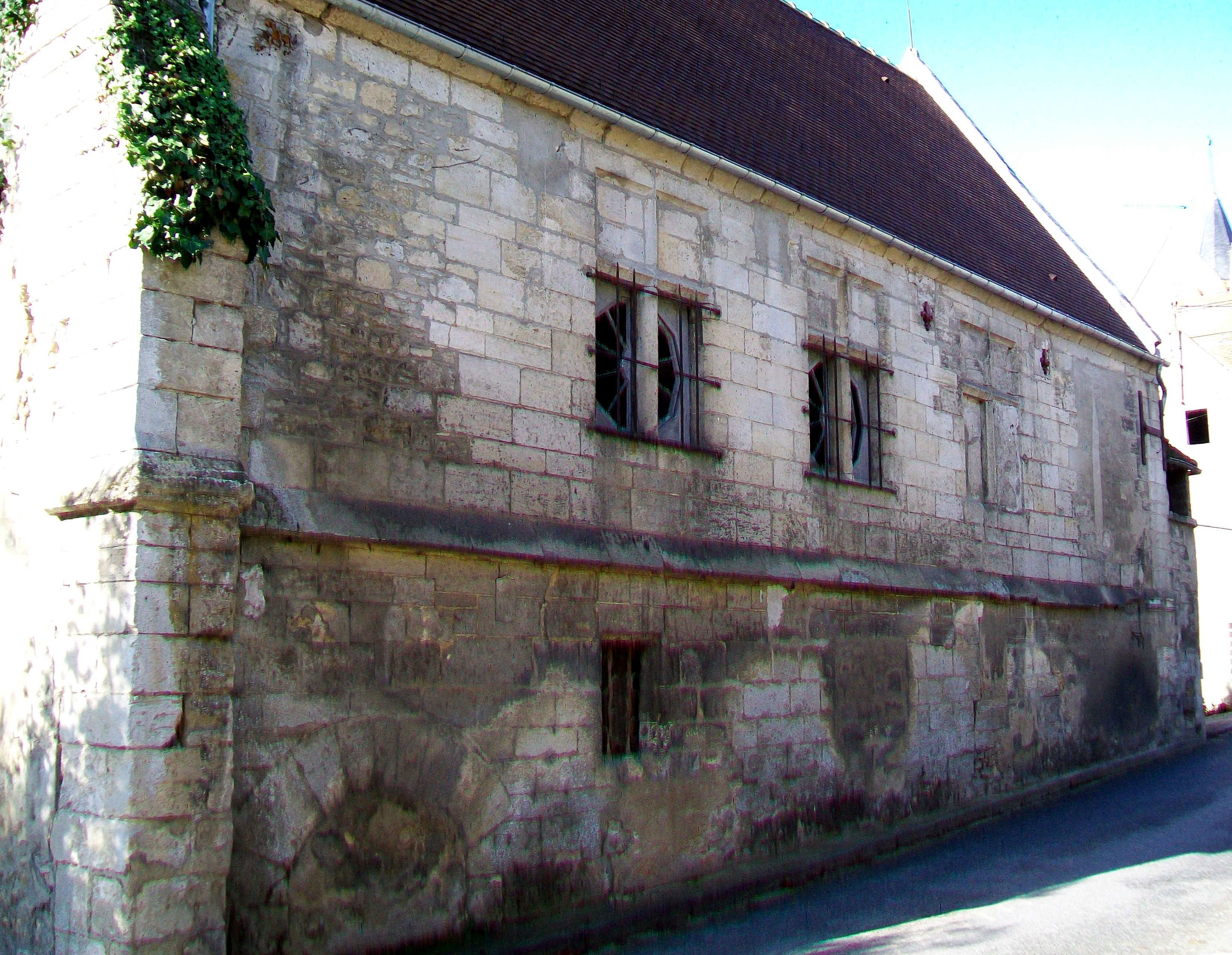
Maison du XVIe siècle, rue Albert-Martin
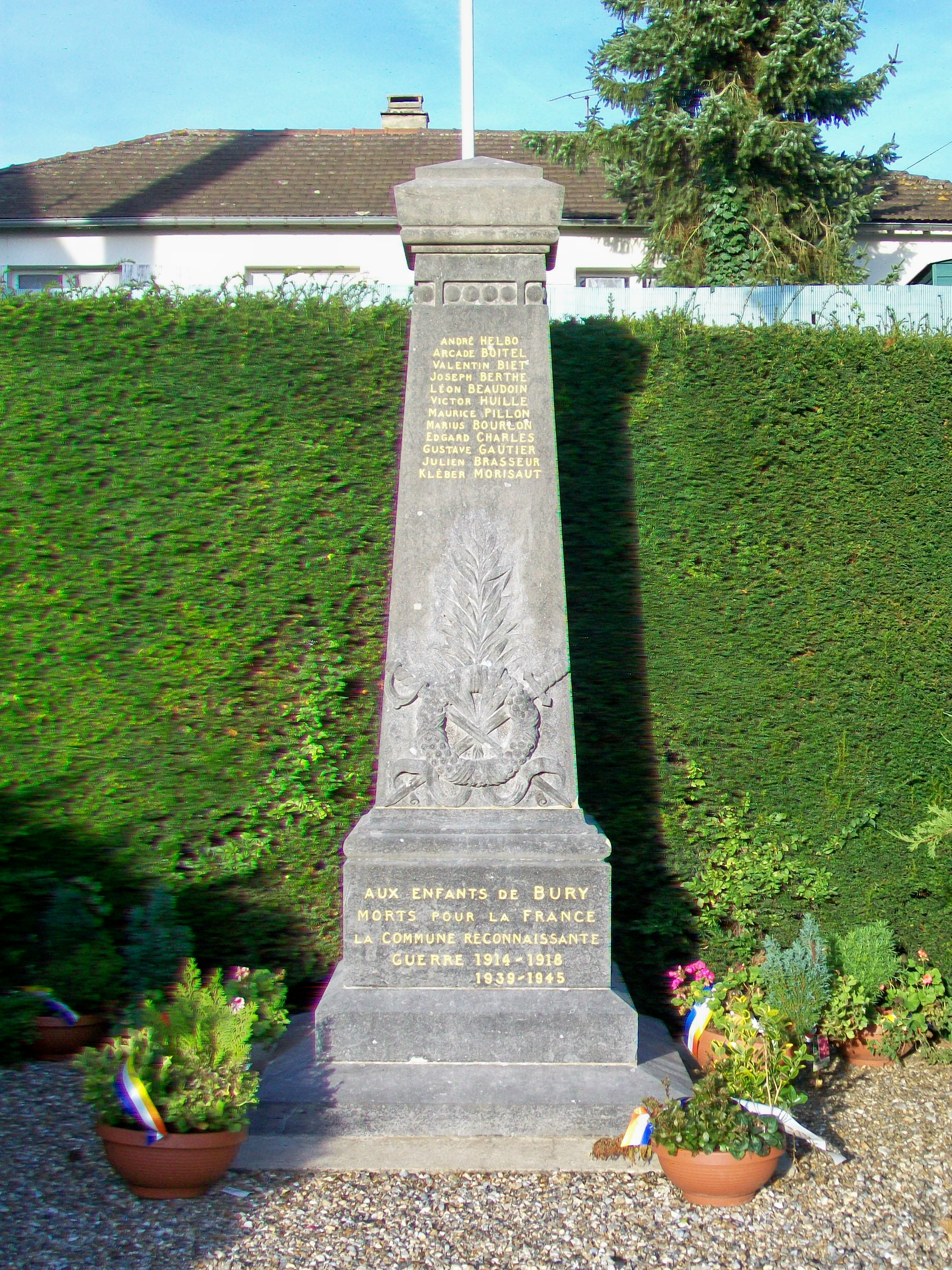
Monument aux morts.
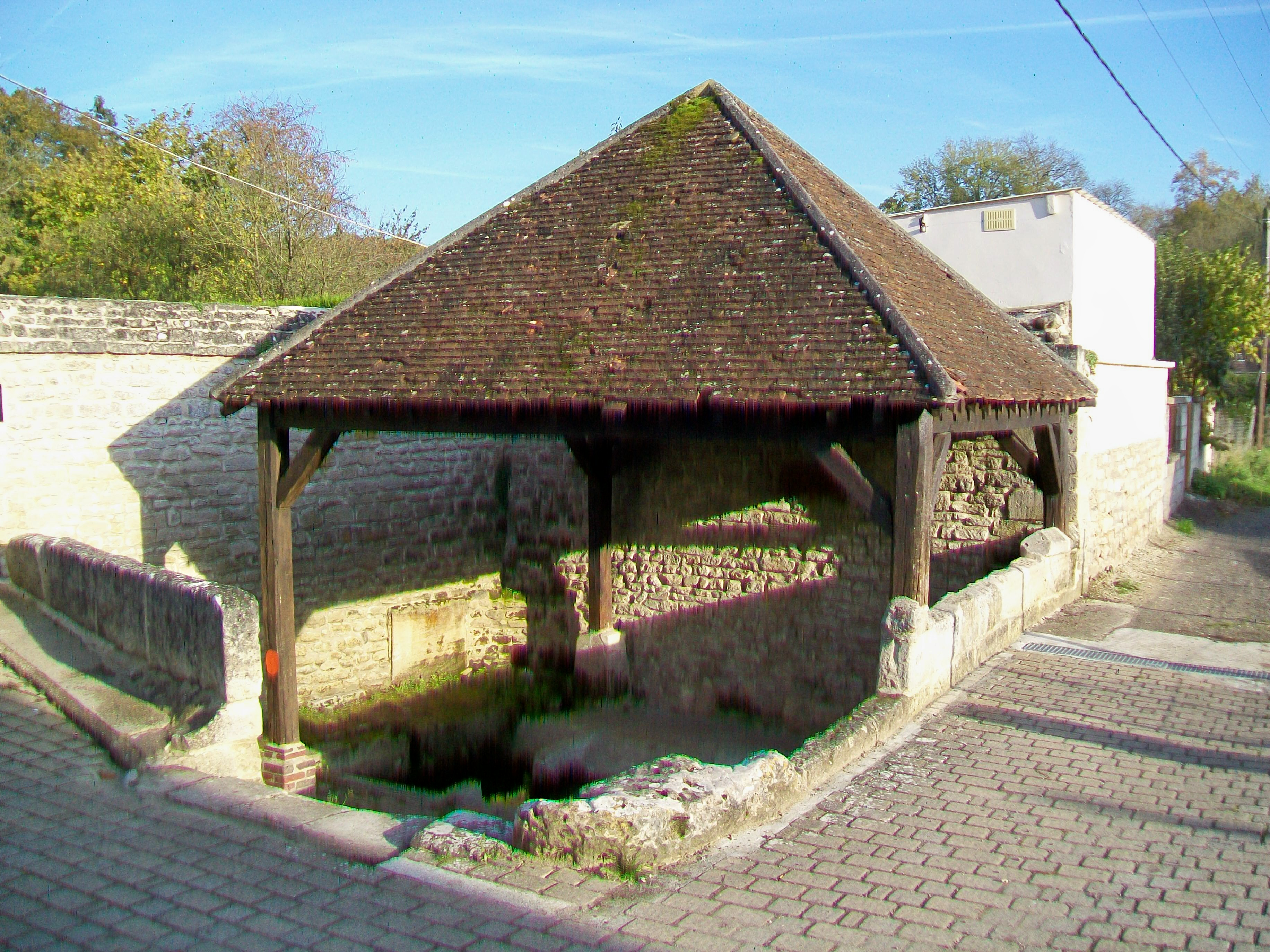
Lavoir de la fontaine de l'Orme.
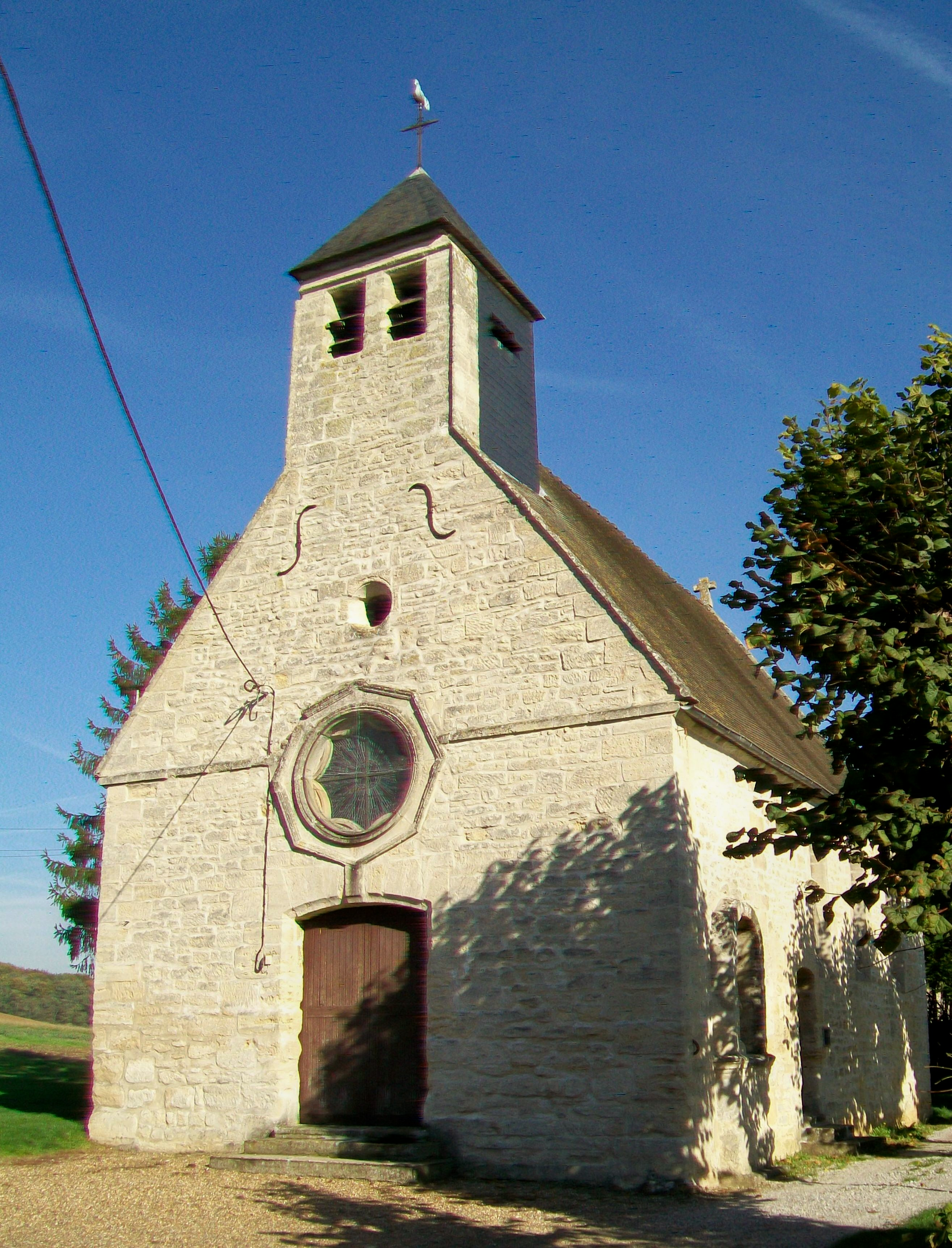
Chapelle de Mérard.
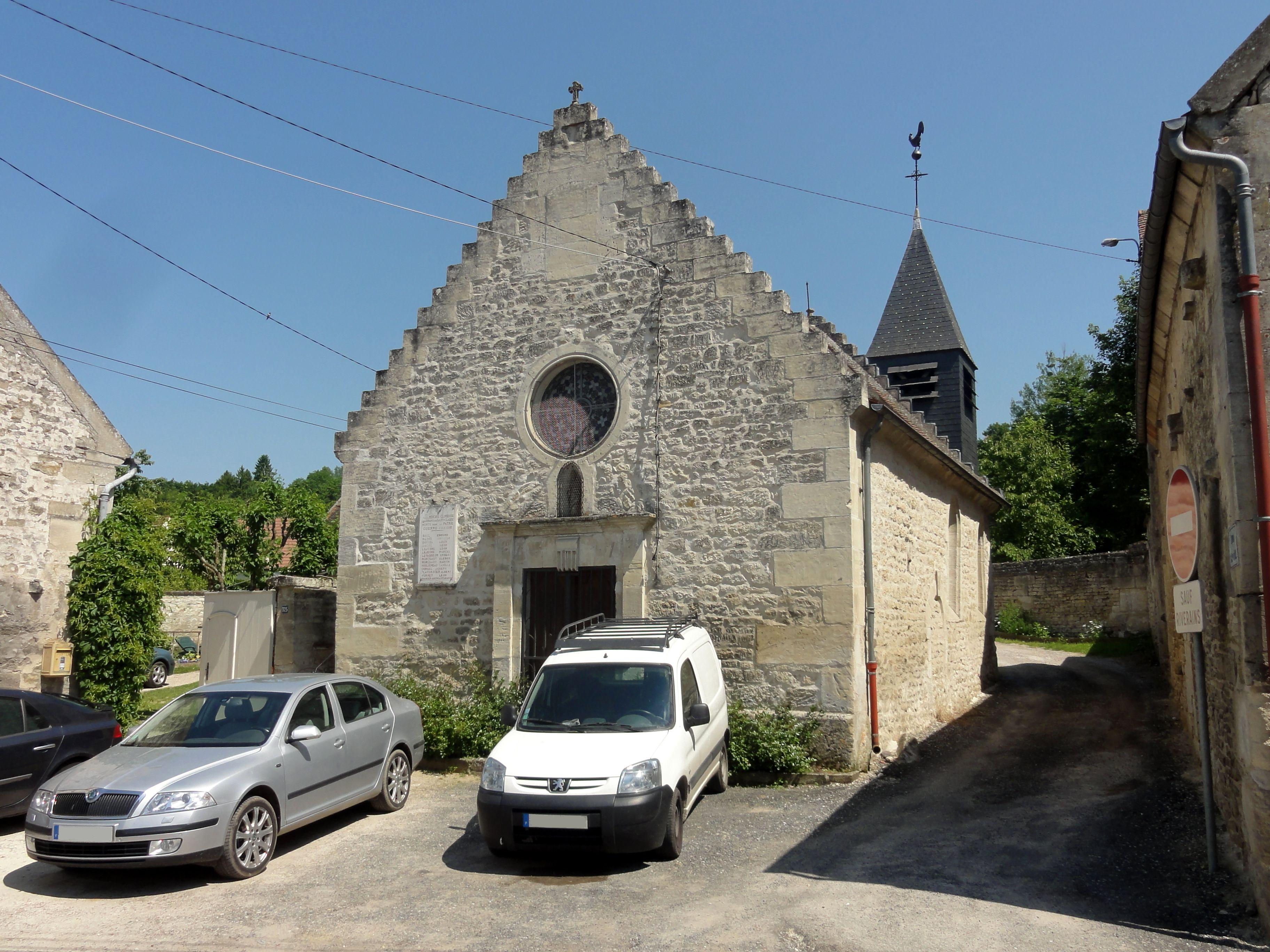
Chapelle de Saint-Claude.
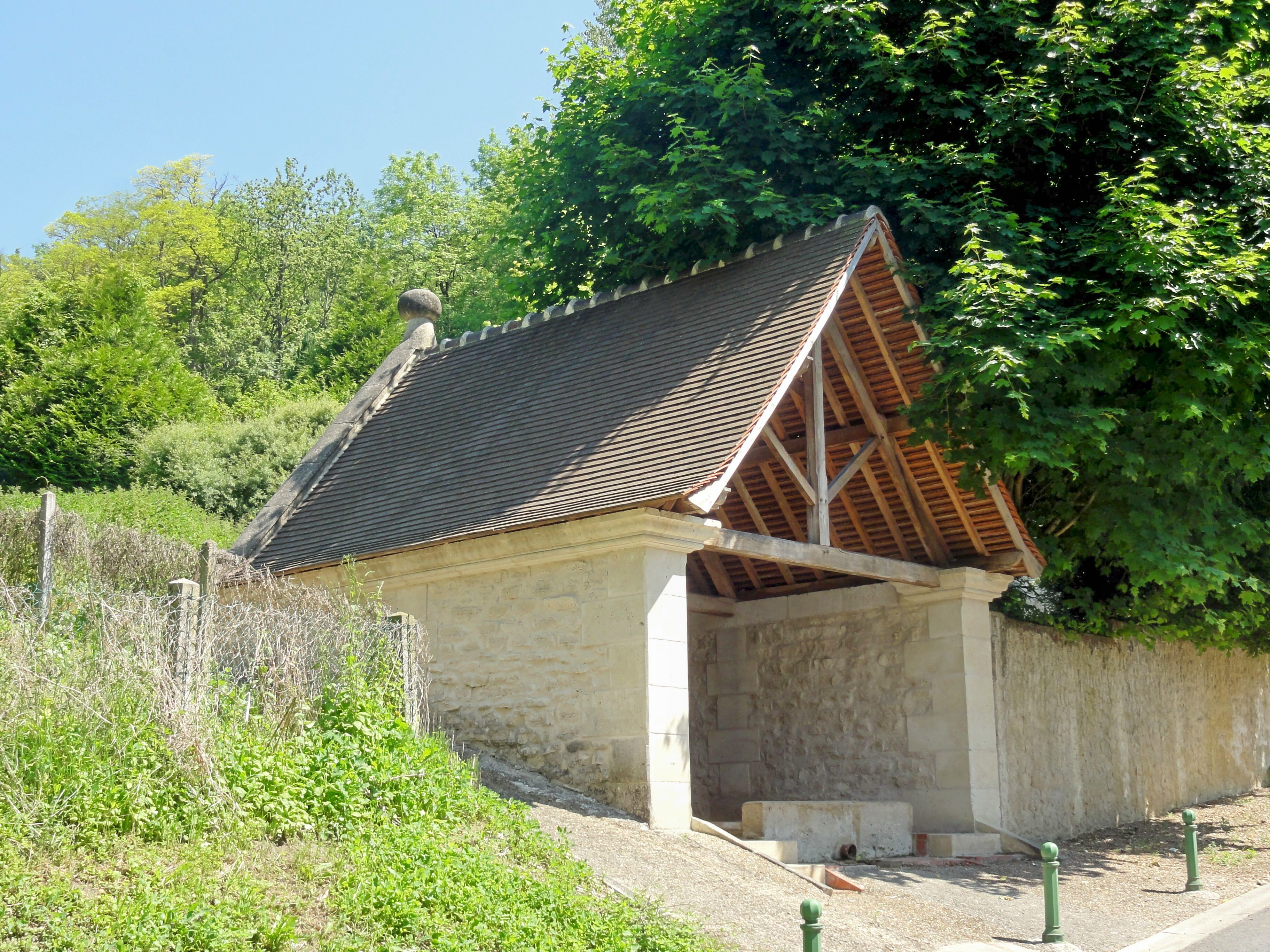
Lavoir de Saint-Claude.
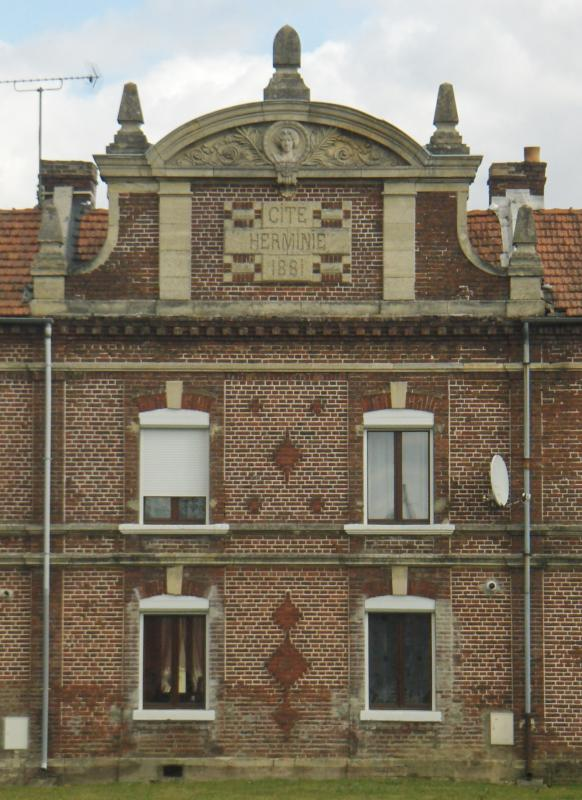
Fronton de la cité Herminie
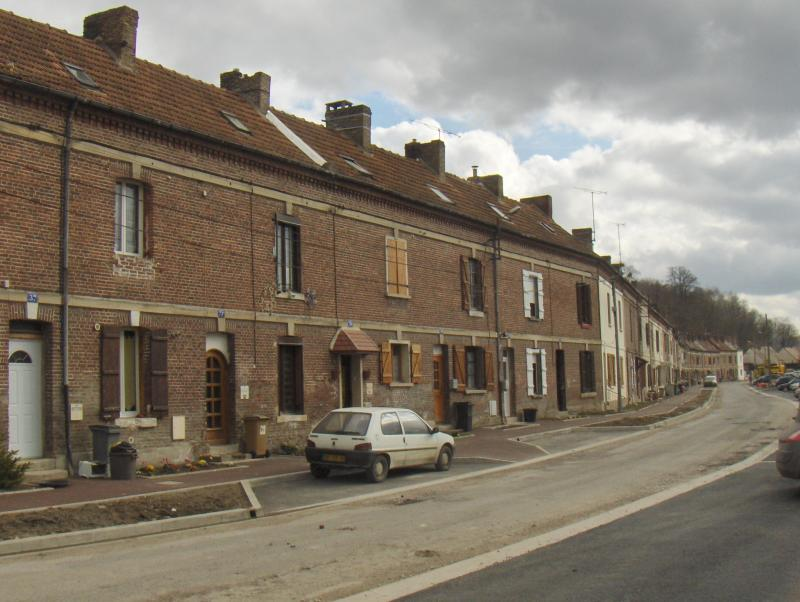
Cité Saint-Épin

### Personnalités liées à la commune
- Le peintre Nicolas Bertin (1667-1736) a donné  au père Pelletier, curé-prieur de Bury, chez qui il venait tous les ans passer l'automne, plusieurs tableaux datés de 1723,1725 et 1727 qui décorent l'église, bien qu'en mauvais état[47]
- Alexandre Martin (né à Bury en 1815, mort à Mello en 1895), membre du Gouvernement provisoire de 1848 et représentant du peuple à l'Assemblée nationale constituante de 1848, surnommé "l'ouvrier Albert"[48].
- Hector Dubois (1908-1991), agriculteur à Bury et maire-adjoint de 1945 à 1977, résistant, sénateur de l'Oise (1959-1983), conseiller général du canton de Mouy (1949-1973)
- Henri levasseur (1926-1996), résistant, adjudant aux sapeurs pompiers de bury, cofondateur de la fanfare les cadets de Bury et conseiller municipal

### Héraldique
| Blason de Bury | Blason  | Taillé : au premier d'azur aux trois bandes d'or, au second d'azur semé de fleurs de lys d'or ; à la barre d'argent brochant sur la partition bordé d'or. |
| Blason de Bury | Détails | Le statut officiel du blason reste à déterminer. |